# Agay
Pour les articles homonymes, voir Agay (homonymie).
Agay est un lieu-dit situé sur le territoire de la commune française de Saint-Raphaël dans le département du Var. Il appartient à la Côte d'Azur.
C'est une petite station balnéaire au fond d'une rade nichée au pied du Rastel d'Agay (287 m), montagnes aux roches rouges de l'Estérel entre Saint-Raphaël (à 9 km à l'ouest) et Cannes (à 35 km à l'est).
Agay borde tout le littoral de cette rade et est adossé aux collines qui font contrefort au Rastel.

## Géographie

### Localisation
Agay est une rade, c'est-à-dire une baie plus large que son ouverture à la mer, permettant donc aux navires de mouiller au calme. La rade d'Agay est quasiment circulaire (en deux cercles juxtaposés), orientée vers le sud, et protégée du vent par les collines qui l'entourent, culminant rapidement à 287 m (Rastel d'Agay). La baie est située en plein cœur du massif de l'Esterel, massif montagneux volcanique de faible altitude mais aux pentes raides, traversé par un important réseau de failles orientées dans deux directions perpendiculaires, nord-sud et ouest-est.

### Géologie et relief
Sur le plan géologique, le socle de l'Estérel date de la formation de la chaîne hercynienne (période antécarbonifère), mais la quasi-totalité des affleurements volcaniques sont apparus à la fin du Paléozoïque, il y a 250 millions d'années (au Permien). À cette époque, les massifs des Maures et de l'Estérel, ainsi que la Corse et la Sardaigne ne forment qu'un seul et même ensemble volcanique. Une intense activité volcanique règne durant 30 millions d'années avec formation de basaltes puis de roches porphyriques (rhyolites rouges — les fameuses « roches rouges ») qui, plus solides, subsistèrent après l'érosion des couches qui les avaient recouvertes. À l'Oligocène, une nouvelle expulsion magmatique a déposé les laccolithes d'estérellite bleue qui traversent la baie du Dramont à la Baumette, roche décrite de la région et nommée en son honneur.

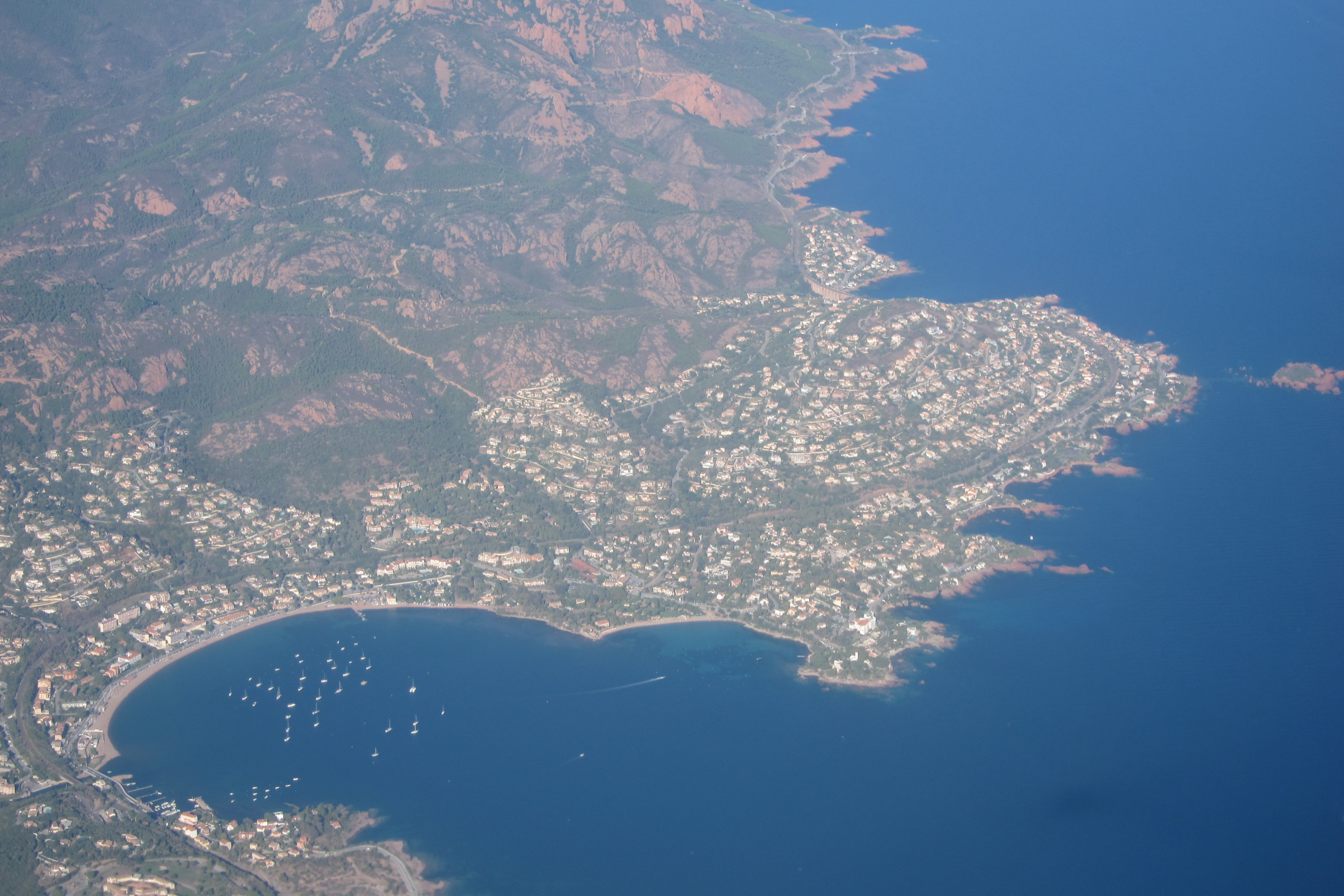
La baie d'Agay et la péninsule d'Anthéor vus d'avion.
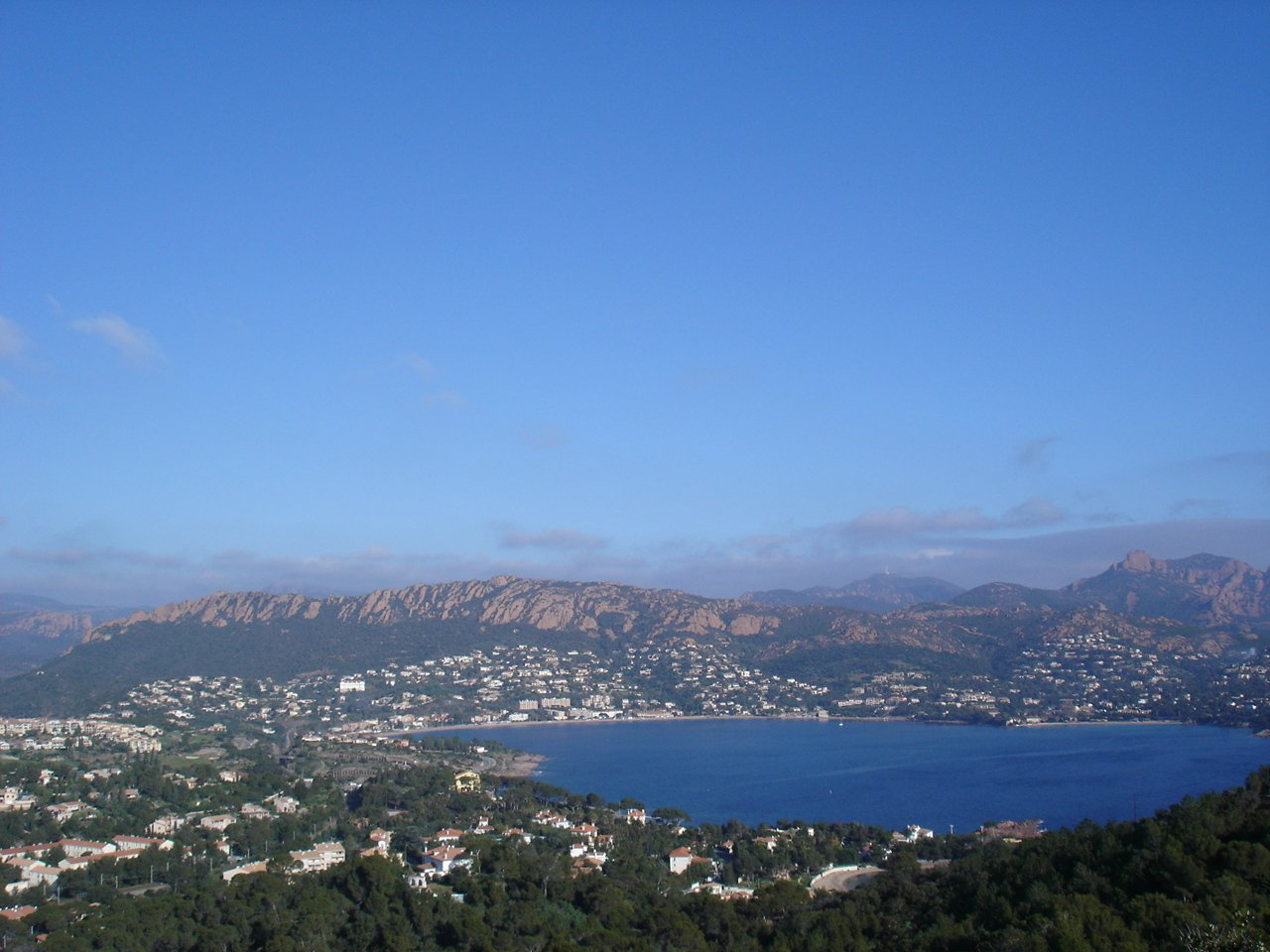
La rade et le Rastel d'Agay, avec le reste du massif de l'Esterel au loin.

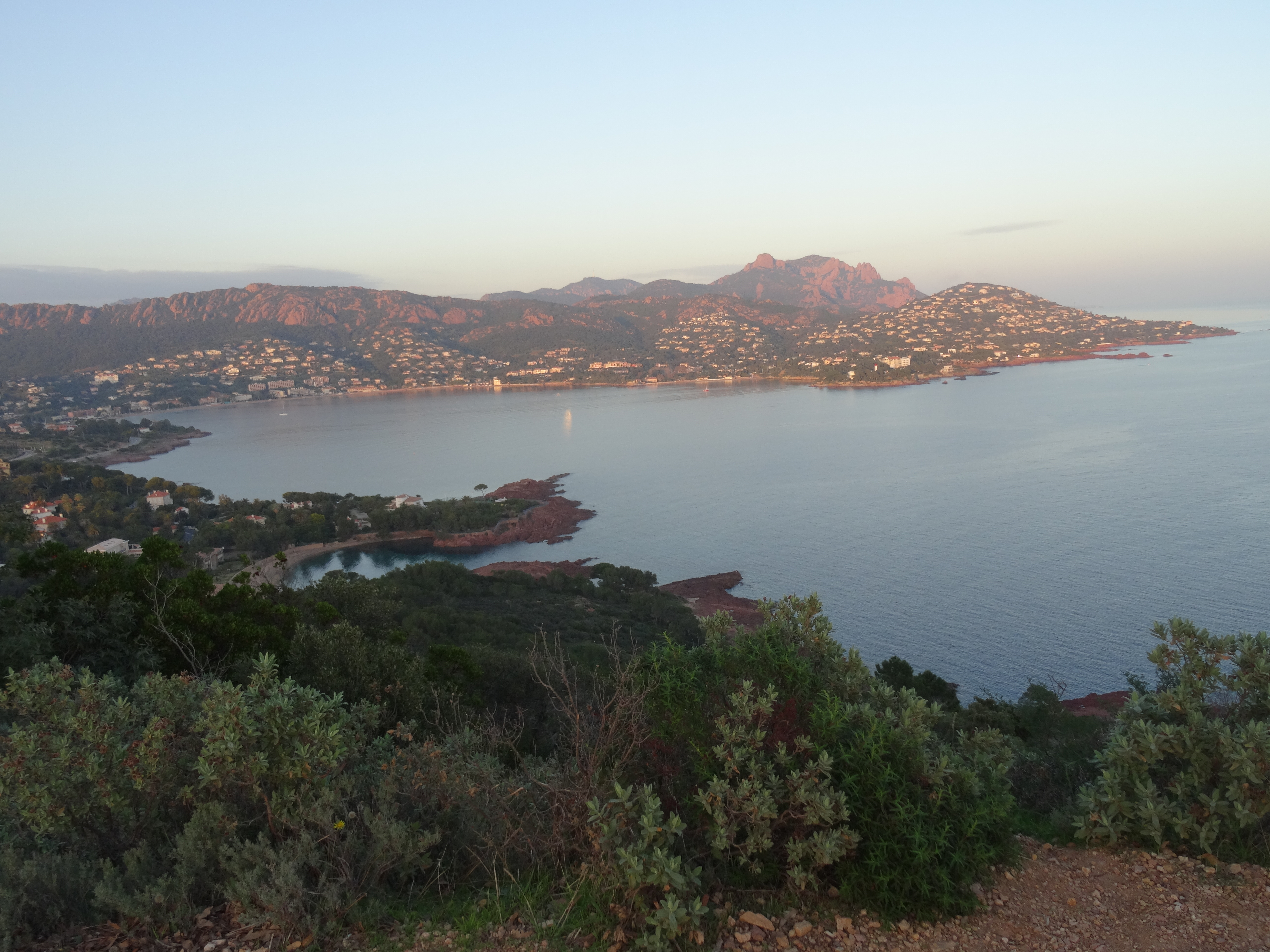
Autre vue.
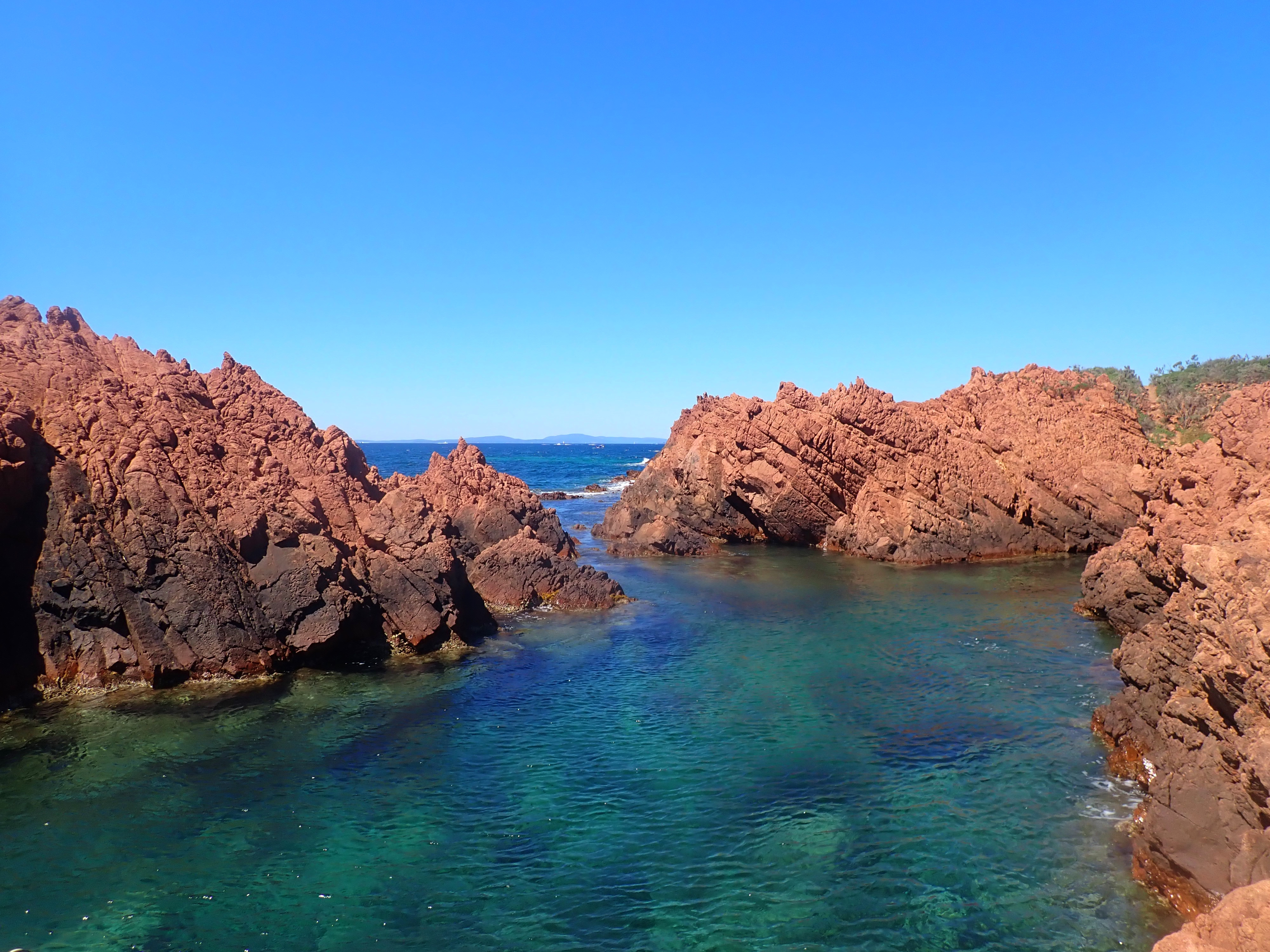
Agay, comme l'ensemble du massif de l'Esterel, est célèbre pour ses « roches rouges »
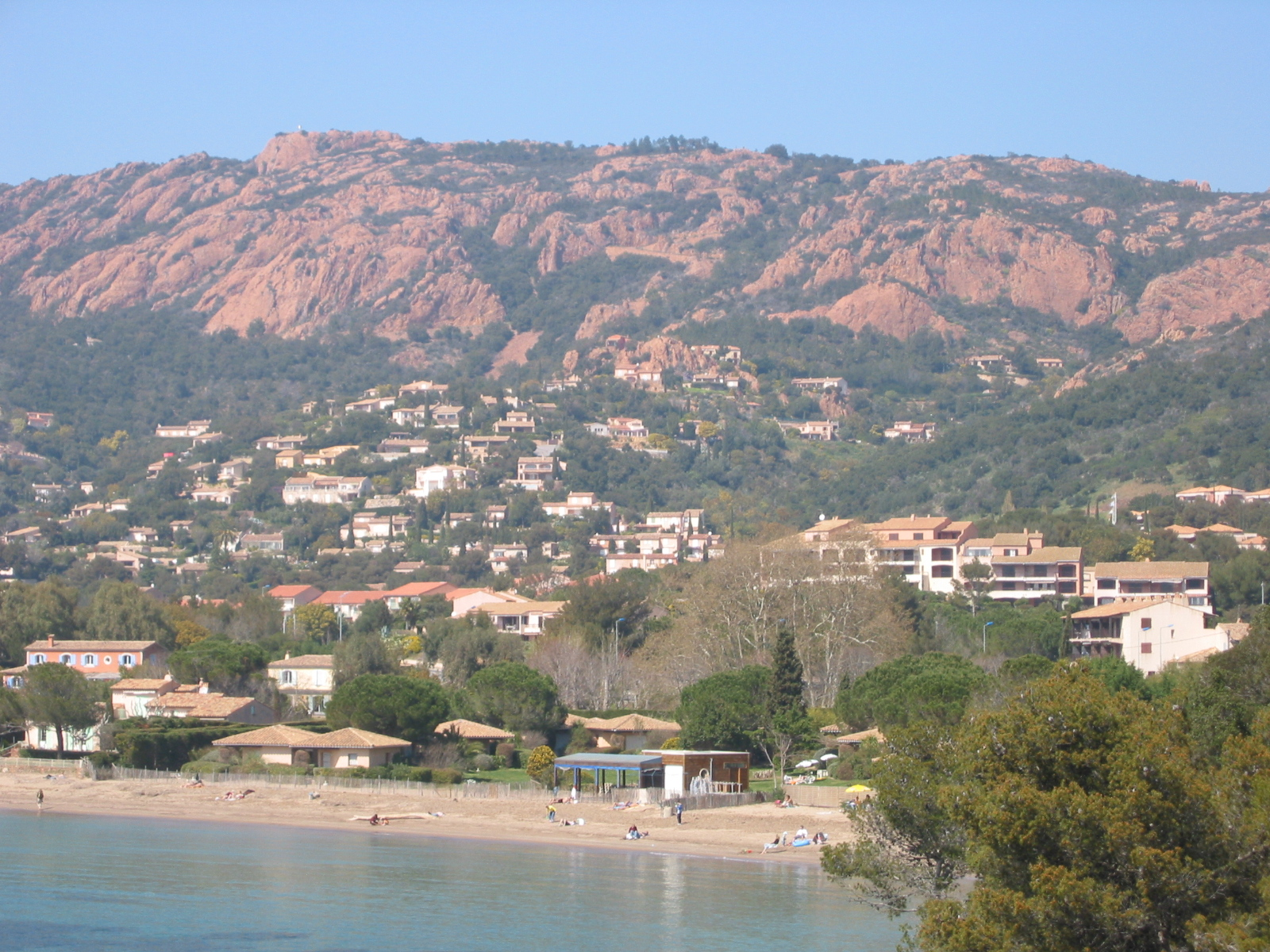
Zoom sur le Rastel et ses roches rouges.
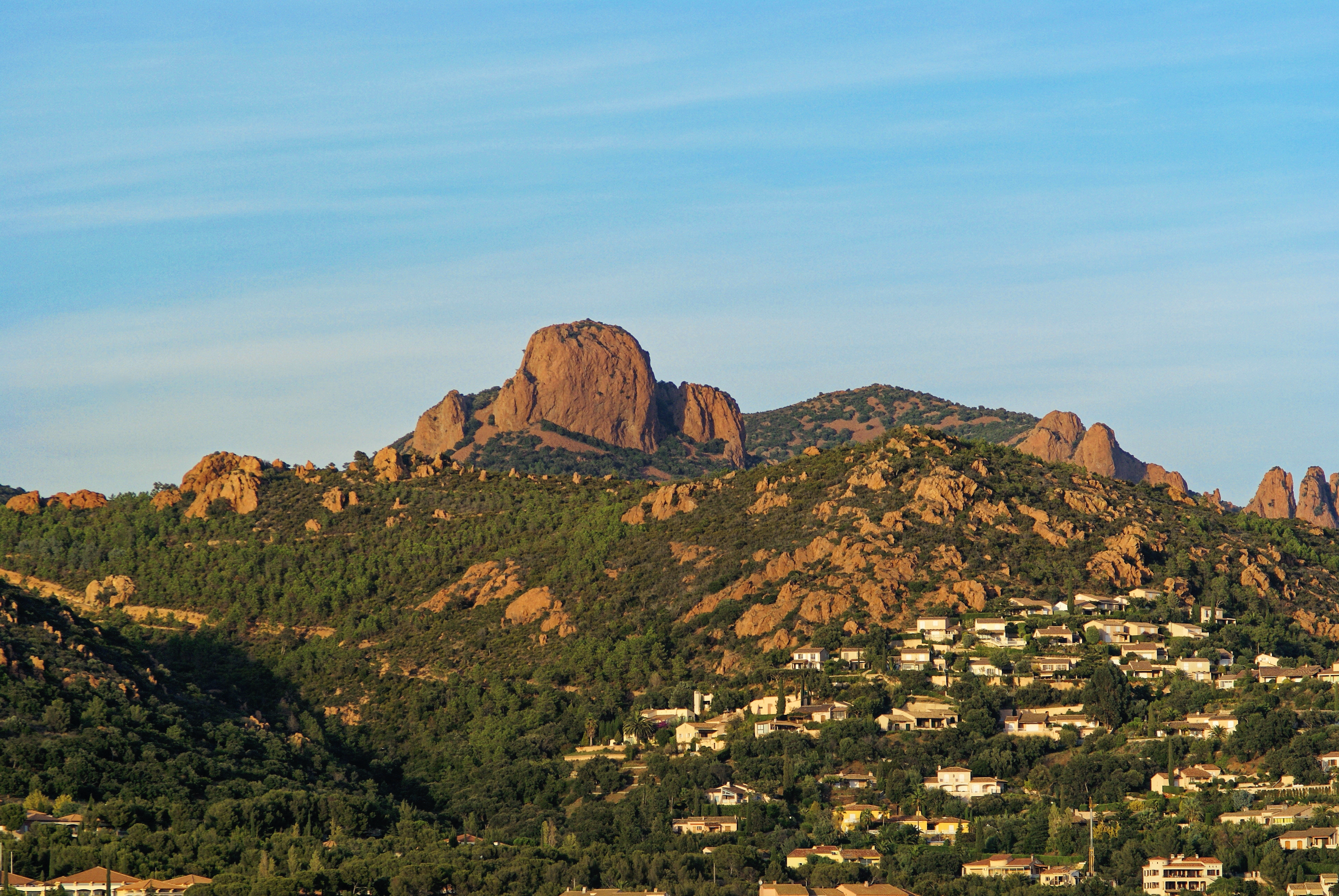
Le Saint-Pilon (442 m) vu d'Agay.

### Hydrographie

#### Eaux douces
L'ouest de la baie est l'exutoire d'une petite rivière nommée l'Agay, prenant sa source non loin dans le massif de l'Estérel. Le débit en est extrêmement faible en été, et en conséquence l'eau est saumâtre voire salée sur le  territoire de la commune. Si cette rivière s'est longtemps terminée en méandres marécageux propices au paludisme, les travaux menés au XXe siècle ont abouti à l'endiguement de tout le cours d'aval, permettant l'établissement d'un petit port de plaisance sur une partie des berges ainsi que de quelques activités nautiques[réf. nécessaire].

#### Plages et baignade
En 2006, les analyses réalisées par la direction régionale des Affaires sanitaires et sociales (DRASS) et la direction départementale des Affaires sanitaires et sociales (DDASS) ont révélé une bonne qualité des eaux de baignade.

### Climat

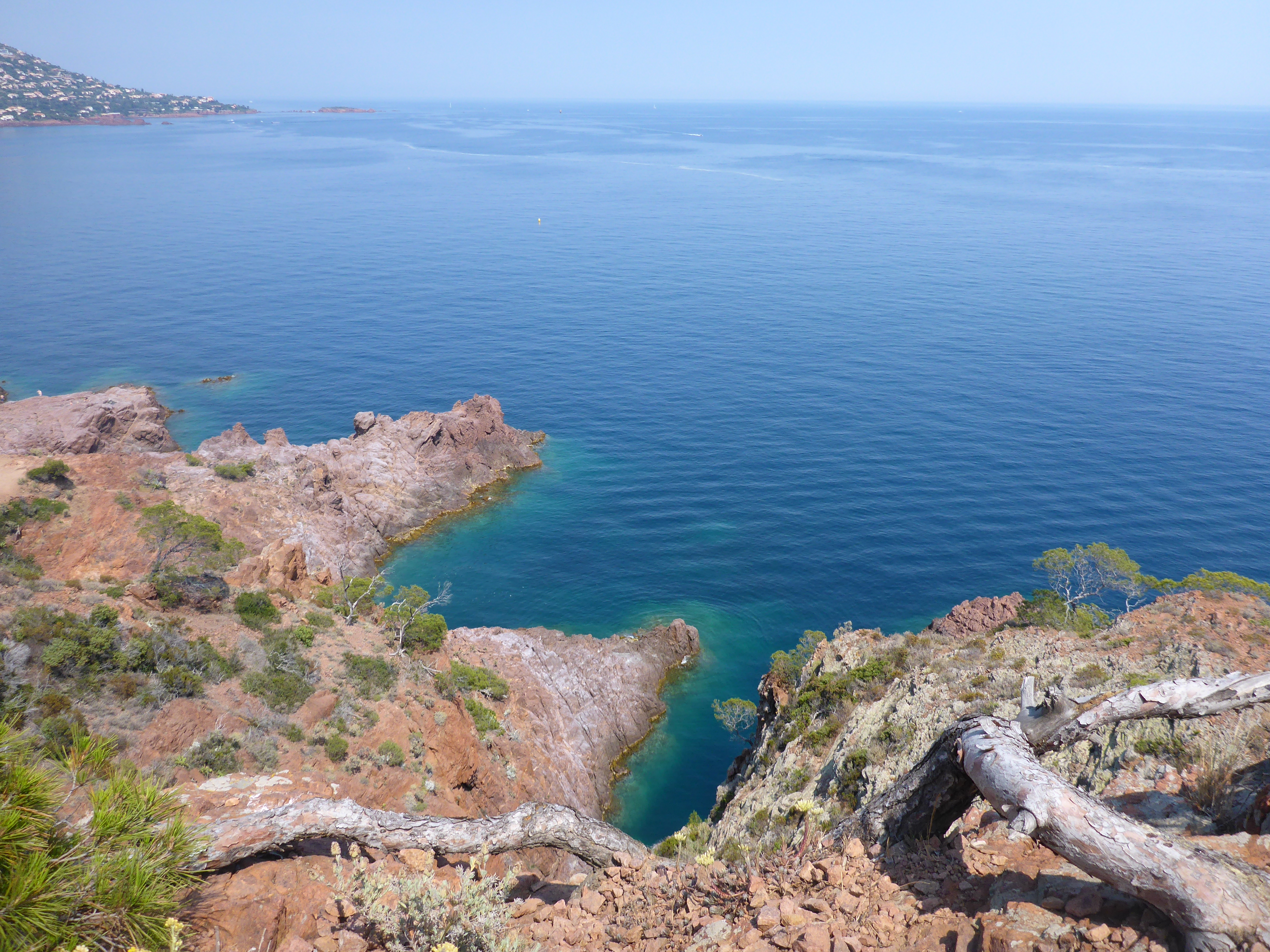
Agay dispose d'un climat méditerranéen sec, favorisant la garrigue.

Comme Saint-Raphaël et l'essentiel de la Côte d'Azur, Agay bénéficie d’un climat méditerranéen très ensoleillé, aux étés chauds et secs et aux hivers doux. Les poussées ponctuelles de mistral constituent la principale nuisance météorologique (provoquant refroidissement brutal de la mer et risques d'incendies en été), bien que la commune soit abritée par les massifs des Maures et de l’Esterel.
Sur l'ensemble de la commune de Saint-Raphaël, les  températures maximales et minimales relevées sont de 28 °C en juillet-août et 3 °C en décembre et janvier, valeur douce grâce à la présence de la Méditerranée, qui permet la survie de certaines plantes subtropicales[réf. nécessaire].
L’ensoleillement record s’établit à 2 748 heures par an avec une pointe à 355 heures en août. Autre valeur, caractéristique du climat méditerranéen, les précipitations totalisent 823 millimètres sur l’année, très inéquitablement réparties avec moins de 15 mm en juillet et plus de 115 mm en octobre[source détournée].

### Milieux naturels et biodiversité
Les paysages du massif de l'Estérel oriental aux reliefs tranchés et aux couleurs intenses, et donc celui de la baie d'Agay, font de lui, depuis 1966, un site patrimonial remarquable classé,,.
Toute la commune de Saint-Raphaël est associée au projet international de protection de l'environnement RAMOGE, signé en 1976.
14 000 hectares du massif de l'Esterel sont protégés par l’Office national des forêts depuis 1996. De plus, le Conservatoire du littoral et la loi littoral empêchent les nouvelles constructions sur une bande de cent mètres de littoral. L’Esterel et la bande côtière entre Agay et Le Trayas sont aussi reconnus comme des sites du réseau Natura 2000. La rade d’Agay, le cap du Dramont, le Rastel d’Agay (309 mètres), la plage du débarquement sont inscrits au titre de l’inventaire des sites remarquables. Enfin, la réserve marine du cap Roux est un cantonnement de pêche (le plus grand de France), où toute exploitation, récolte ou altération du milieu est interdite sur 445 hectares,.
- Le massif de l'Esterel et ses sommets aux magnifiques vues panoramiques (appartient au réseau Natura 2000 depuis 2009[17]).
- À proximité se trouve le parc maritime départemental Estérel-Théoule situé dans la commune voisine de Théoule-sur-Mer.

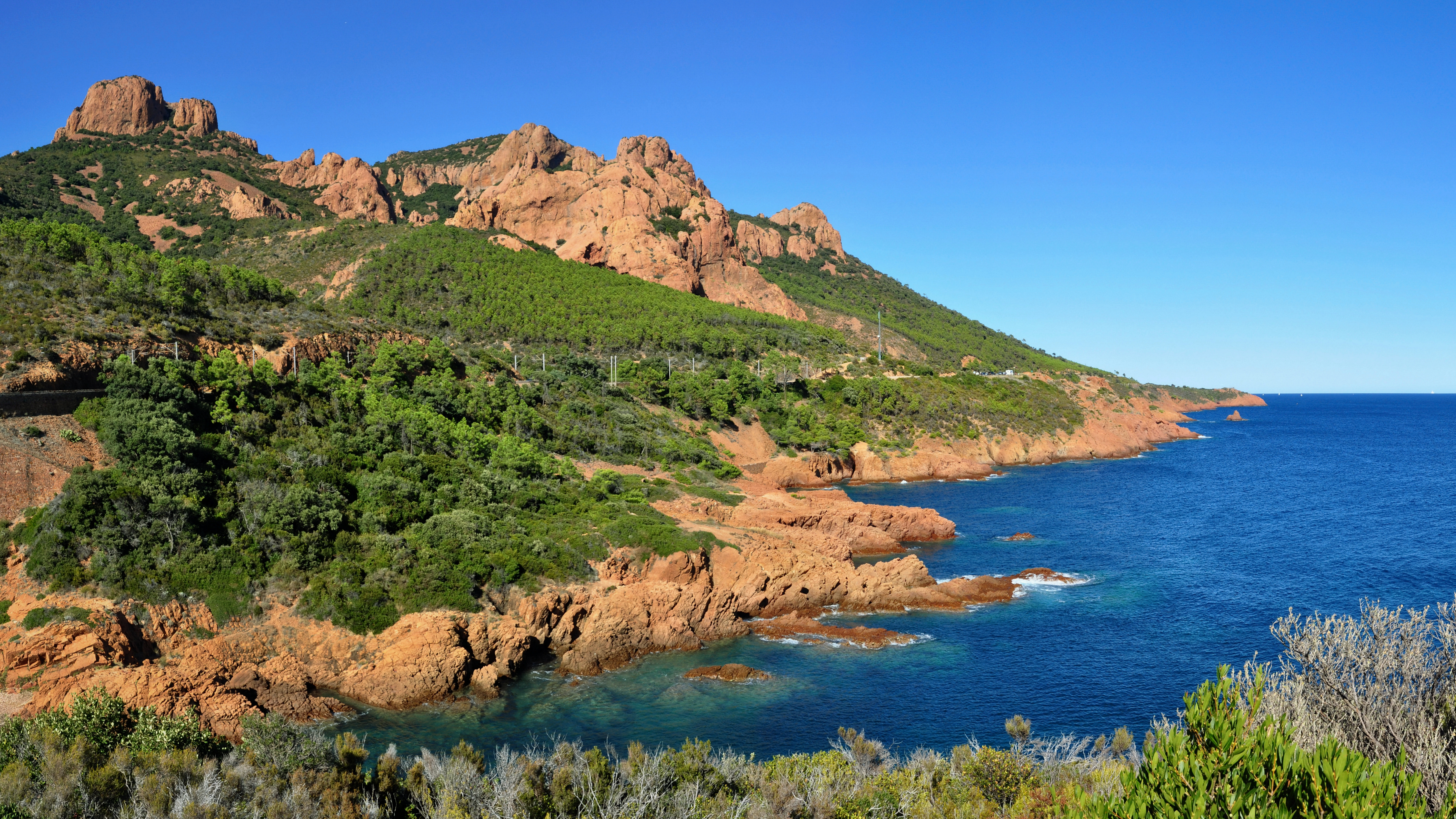
Vue du cap Roux, à l'est d'Agay.
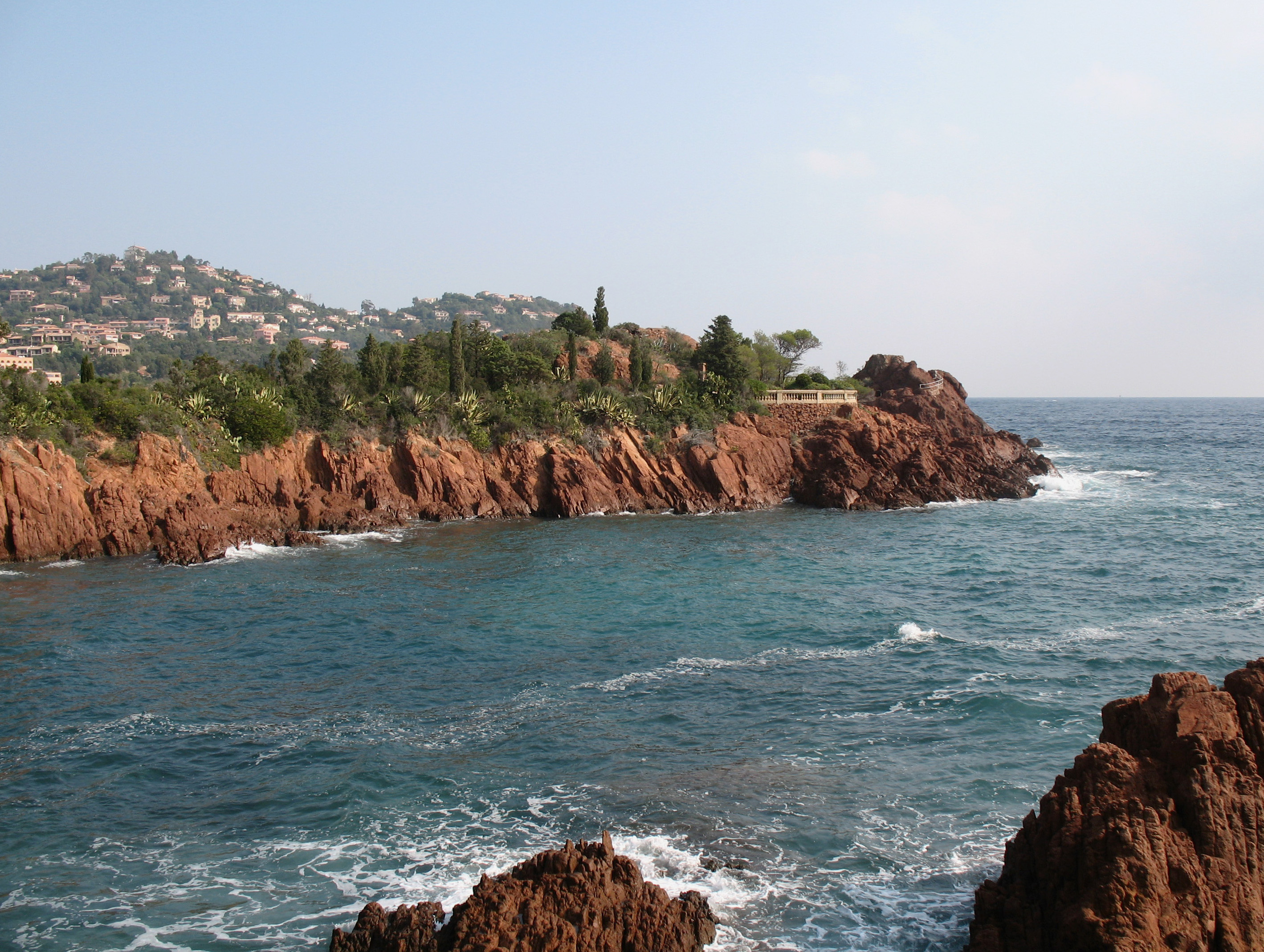
Vue du littoral des calanques.
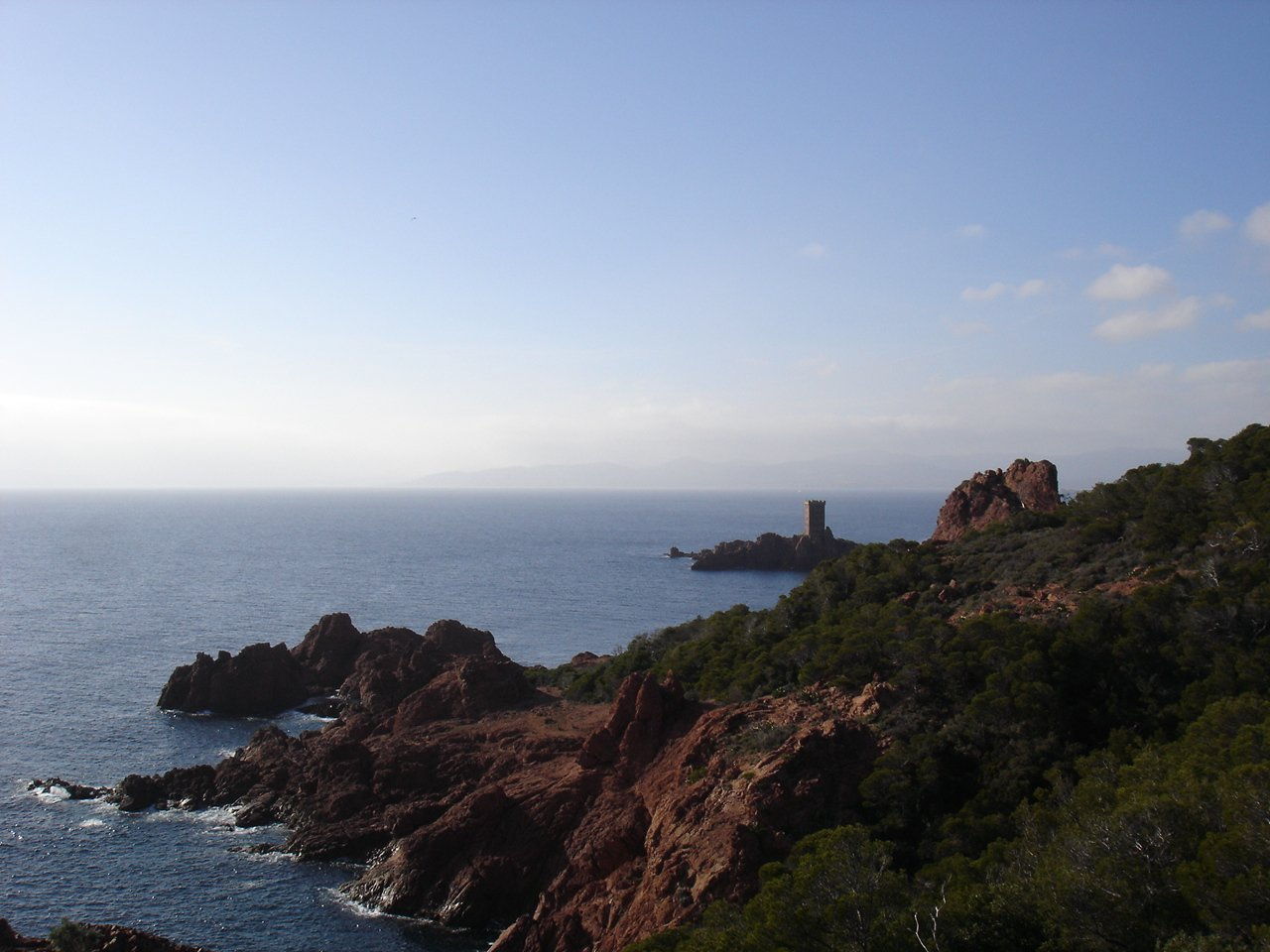
Vue du cap du Dramont avec l'île d'Or.

Parmi les espèces patrimoniales de la région, on compte la très rare tortue d'Hermann, sub-endémique des massifs des Maures et de l'Estérel.

## Urbanisme

### Logement
72% des logements sont des résidences secondaires.

### Voies de communication et transports
Le lieu dit d'Agay est desservi par des TER Provence-Alpes-Côte d'Azur qui effectuent des missions entre Les Arcs - Draguignan ou Saint-Raphaël et Cannes. Les gares du Dramont et d'Agay sont situées sur le lieu-dit.

### Risques naturels et technologiques
Le massif est régulièrement exposé aux risques d’incendie. Des feux tragiques se sont développés en  1986, 2003 et 2007. En conséquence des aménagements sont réalisés par la commune et les services départementaux et nationaux pour préserver le territoire ; par ailleurs l'Estérel est fermé en été en cas de fort mistral estival.

## Toponymie
Le nom Agay provient du provençal Agai (prononcé : [aˈgaj]) lui-même de l'ancien provençal[réf. nécessaire] Aguase qui est une évolution d'Agathon, translittération latine du nom antique grec agathonis[réf. nécessaire], signifiant « bon, favorable », ici sans doute en parlant de la rade pour ce qui est d'accueillir des navires. Du fait de cette étymologie, les habitants sont appelés les « agathoniens »[réf. nécessaire].

## Histoire

### Préhistoire
Les plus anciennes traces d'occupation du site d’Agay remontent à la préhistoire[Lesquelles ?].

### Antiquité
Les Grecs de Massilia fréquentent la rade qu’ils nomment Agathon et qui procure à leurs navires un abri sûr ainsi qu’un potentiel d’échanges commerciaux avec les Oxybiens. En effet cette tribu celto-ligure peuplait alors le littoral entre Fréjus et Antibes, et avait pour capitale un port nommé nommé Ægytna, cité par de nombreux chroniqueurs antiques et qui pourrait avoir été Agay, mais aussi Théoule-sur-Mer ou Mandelieu-la-Napoule[à vérifier].
Les Romains viennent aussi vers 57 av. J.-C. — après avoir vaincu les tribus ligures coalisées, qui se retirent dans l’Estérel, loin du littoral — et fondent un établissement portuaire, Portus Agathonis, relié à la « Via Aurelia » (Rome-Narbonne). On a retrouvé sous l'eau des amphores romaines provenant sans doute d'un naufrage.

### Moyen Âge

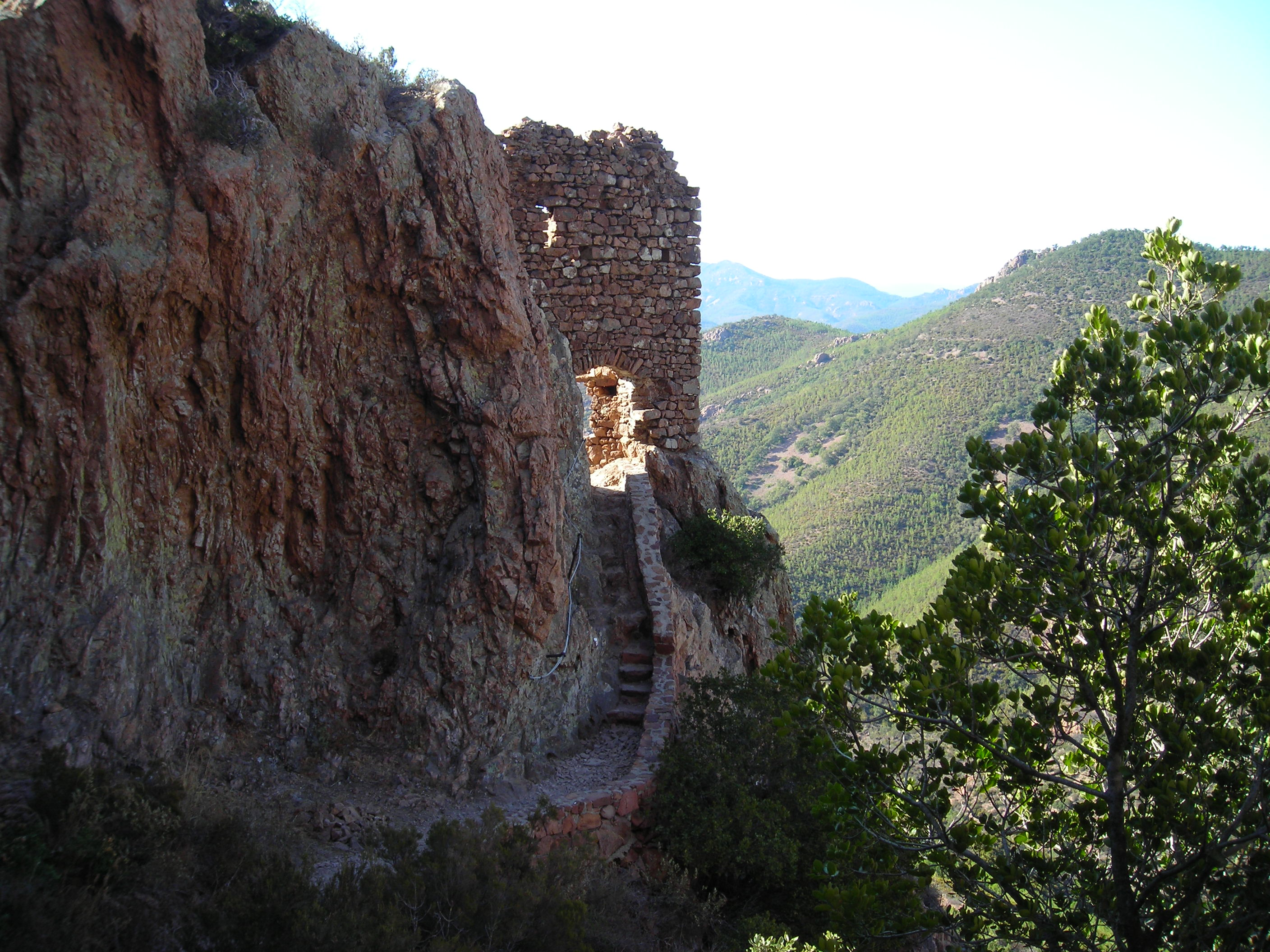
Voie d'accès à la grotte de Saint-Honorat, dans le massif du Cap Roux.

Vers 400, face à la popularité de la Sainte Baume de Marie-Madeleine à l'ouest du département du Var, les habitants de la région donnèrent également ce nom à la grotte où s'était installé saint Honorat d'Arles, au-dessus d'Anthéor. Devant l'afflux de pèlerins, celui-ci s'exila quelques années plus tard sur l'île la plus inhospitalière des îles de Lérins, à laquelle il donna son nom, fondant l'abbaye de Lérins. Au fil des siècles d'autres ermites s'installèrent également dans la grotte.
Les Francs s'approprient la Provence à partir du VIe siècle, où ils s'opposent aux Sarrazins à partir du IXe siècle. Au Xe siècle, le comte de Provence, Guillaume le Libérateur, chasse les Sarrazins et fait don d'Agay à l’évêque de Fréjus, Riculphe. Ce n’est qu’en 1235 qu’Agay revient à Raimond-Bérenger V de Provence. À cette époque, Agay n’est plus habité à la suite des multiples incursions maritimes sarrasines.

### Âge classique
C’est Richelieu qui, en décidant la densification des fortifications sur la façade maritime au début du XVIIe siècle, redonne vie à Agay qui prend à cette époque son nom actuel.
Sont alors construites deux tours, l’une à la Baumette (à l’emplacement de l’actuel phare) et l’autre au Dramont.
Une seigneurie voit le jour ainsi qu’un château fortifié. Ce château est construit en 1635-37 par Jean-Vincent de Roux, lieutenant de l’artillerie de la flotte du Levant, capitaine général des garde-côtes de Provence et de Languedoc, puis seigneur d’Agay par inféodation de l’évêque de Fréjus Barthélemy Camelin en août 1636. Il est passé à son fils Jules-Michel de Roux, major du régiment et gentilhomme du duc de Vendôme, gouverneur de Provence puis à sa petite-fille unique Gabrielle de Roux, épouse en 1704 de Jean de Giraud de La Garde, capitaine général des garde-côtes de Provence au département de Fréjus. Leur fils, François de Giraud, seigneur d’Agay et La Garde, (1715-1798), brigadier des armées navales, chevalier de Saint-Louis, le reconstruisit en 1750 d’après des plans de l’architecte marseillais Dréveton. En effet, le château avait subi des dégâts en juillet 1707, pendant la guerre de succession d’Espagne, (ainsi qu'en 1747 pendant la guerre de succession d'Autriche), bien qu’en 1702 une chambre avait été décorée (en vain) pour recevoir la reine Marie Louise.

### Révolution française et Empire
Le château d'Agay est remanié puis pillé lors de la Révolution, Les garnisons sont ôtées et Agay est rattaché à Saint-Raphaël.
En 1813, près de la pointe de la Baumette, au désormais lieu-dit « calanque des Anglais », la goélette l’Estafette et la canonnière l'Air furent attaquées par un détachement de la flotte anglaise de Nelson, dans un combat naval rocambolesque. L’Estafette fut volontairement échouée sur la plage par son commandant Pallières, puis remise à flot pour rallier Toulon. L’Air avec son commandant l'enseigne de vaisseau Bernard et son équipage furent pris par les Anglais. Les marins restèrent prisonniers des Anglais jusqu'en avril 1814,,.

### Époque contemporaine

#### Belle Époque: une villégiature hivernale chère aux artistes
Le XIXe siècle est marqué par l'arrivée d’un poste de douane, du phare et surtout de la voie de chemin de fer en 1864. Cela permet l’exploitation, au Dramont, des carrières de porphyre, et bientôt le développement du tourisme.

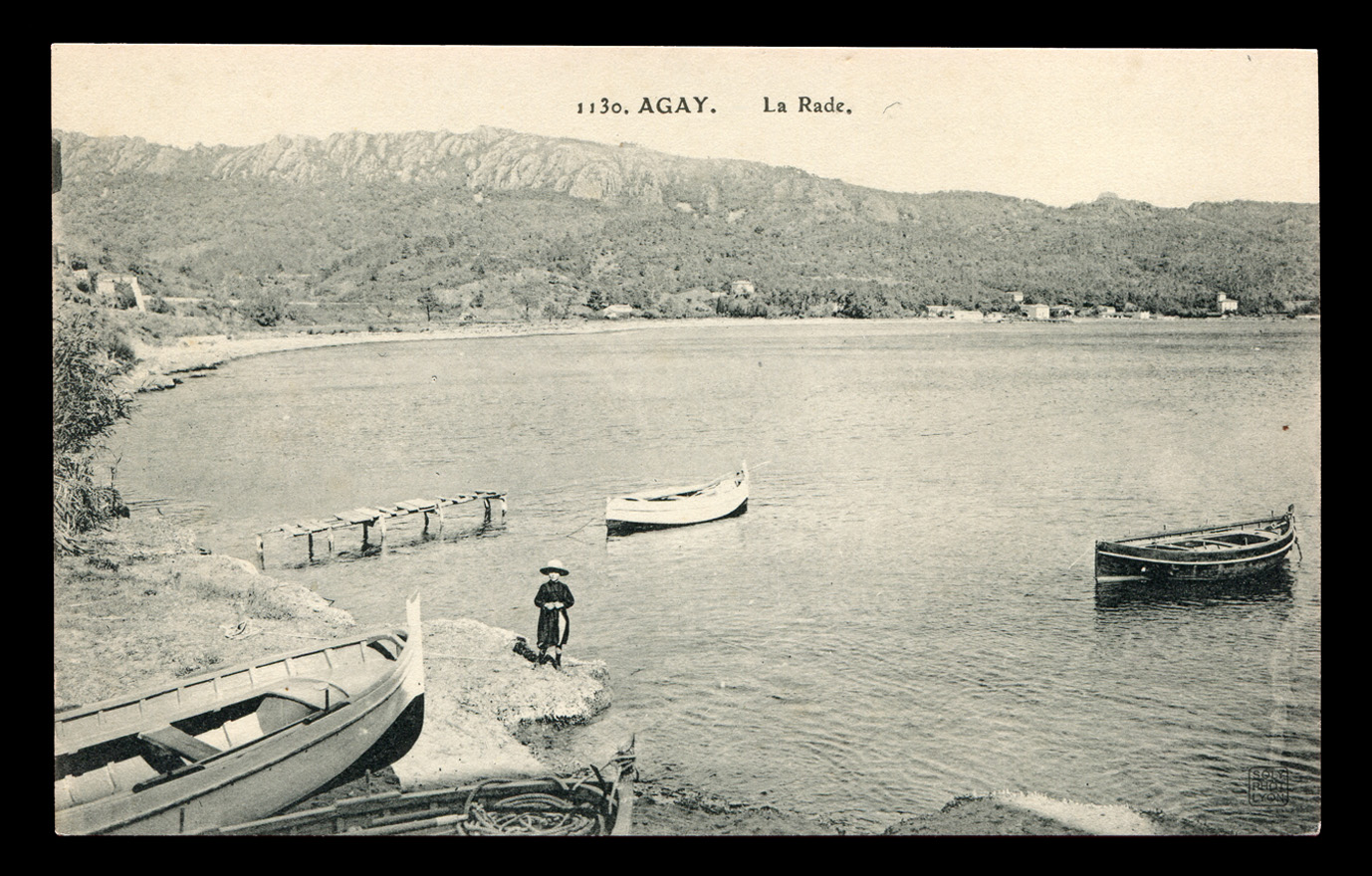
Rade d'Agay vers 1900, encore essentiellement sauvage.
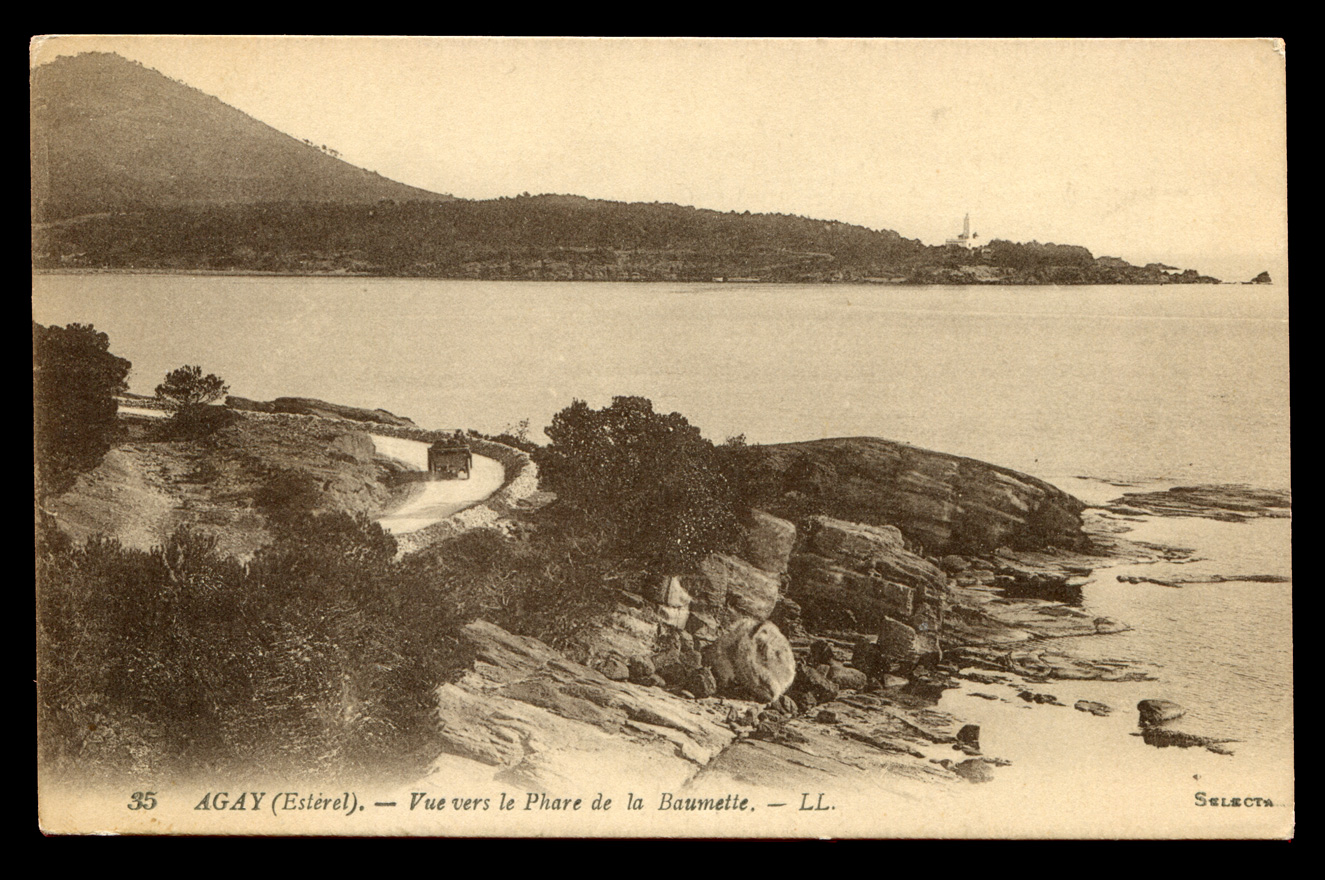
Vue sur la Baumette et son phare depuis le Dramont, vers 1900.
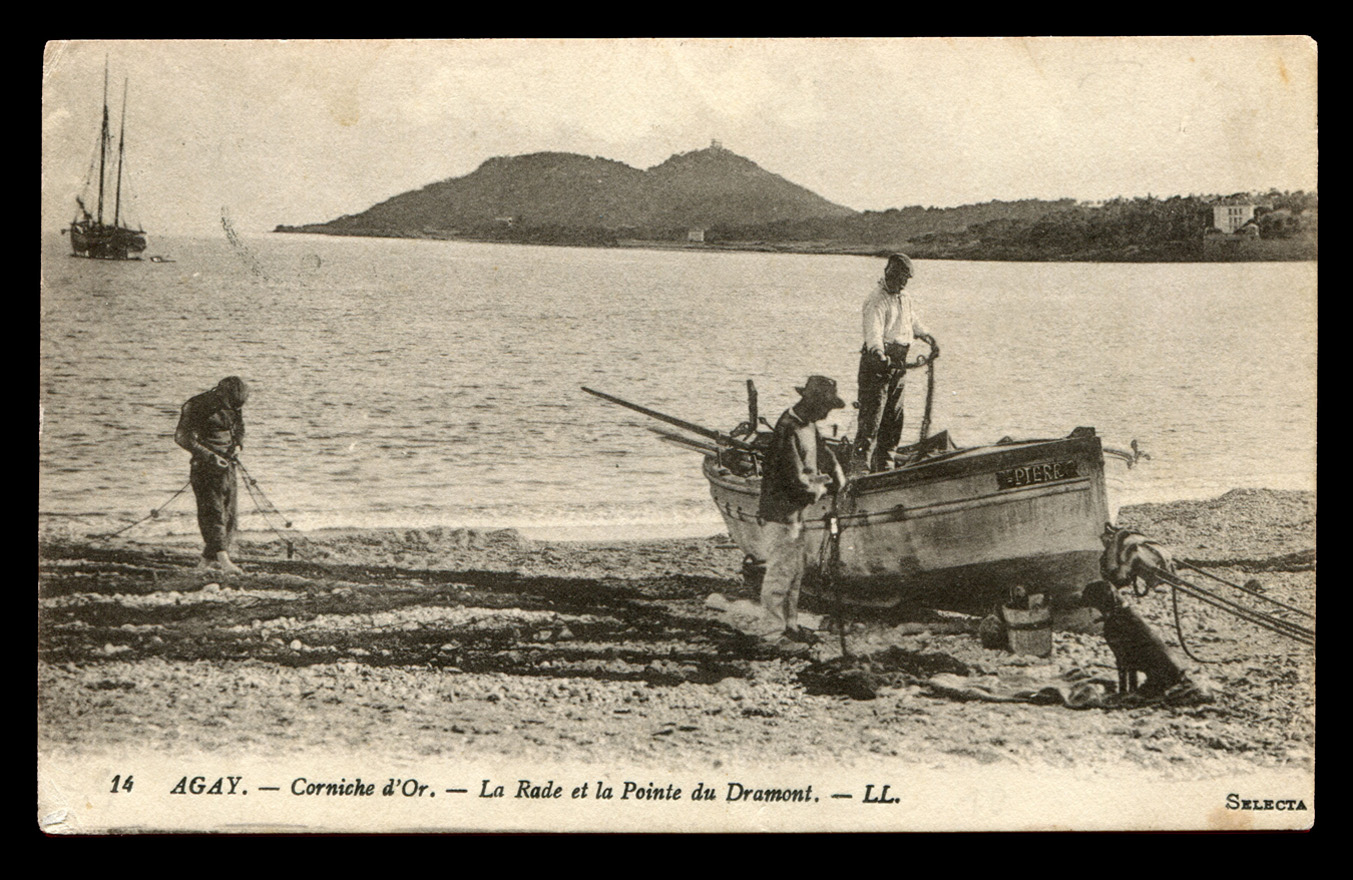
La plage au début du XXe siècle.
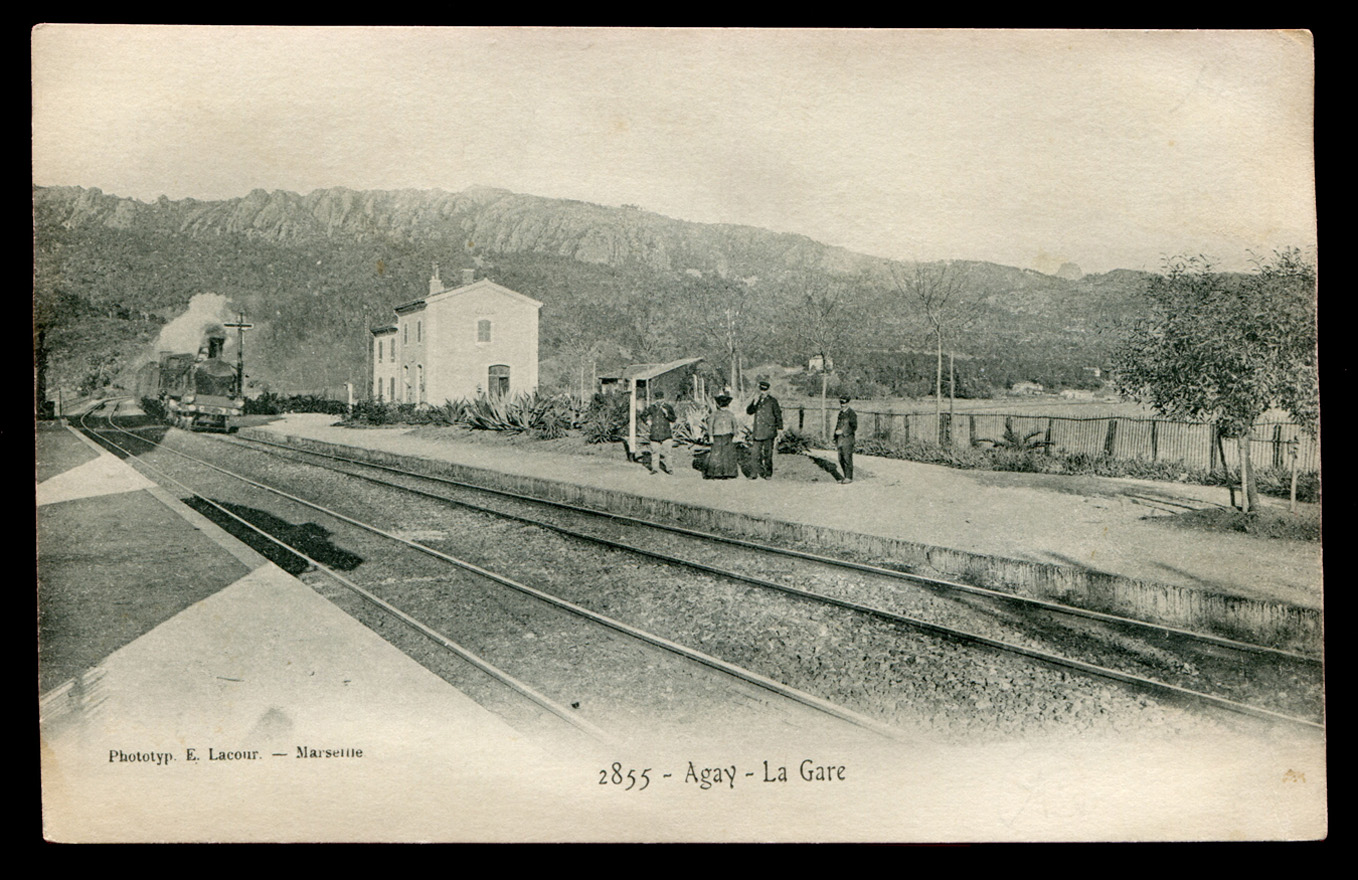
La gare d'Agay vers 1900.

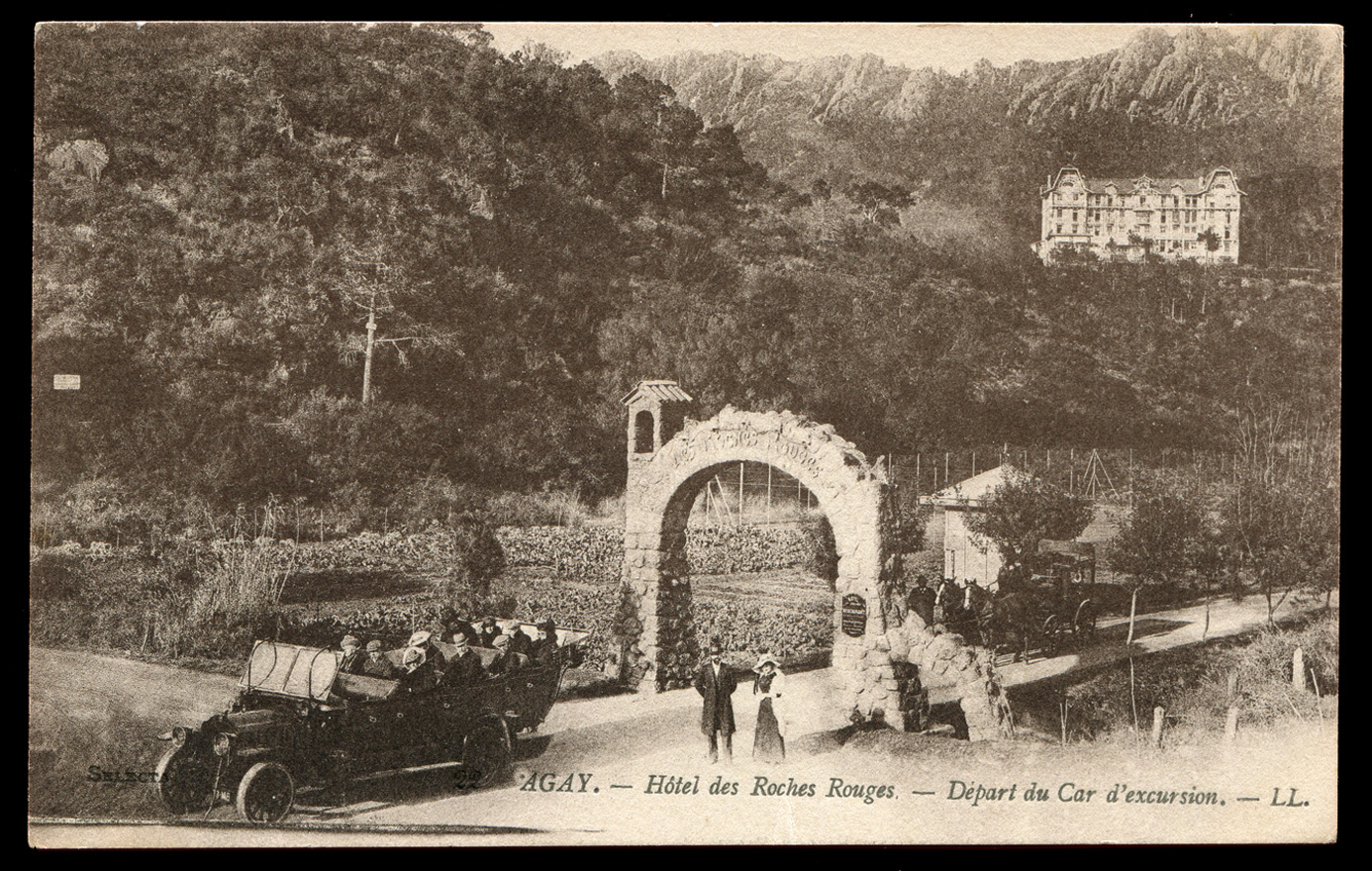
Excursion en « car » depuis l'hôtel des Roches Rouges, vers 1910.

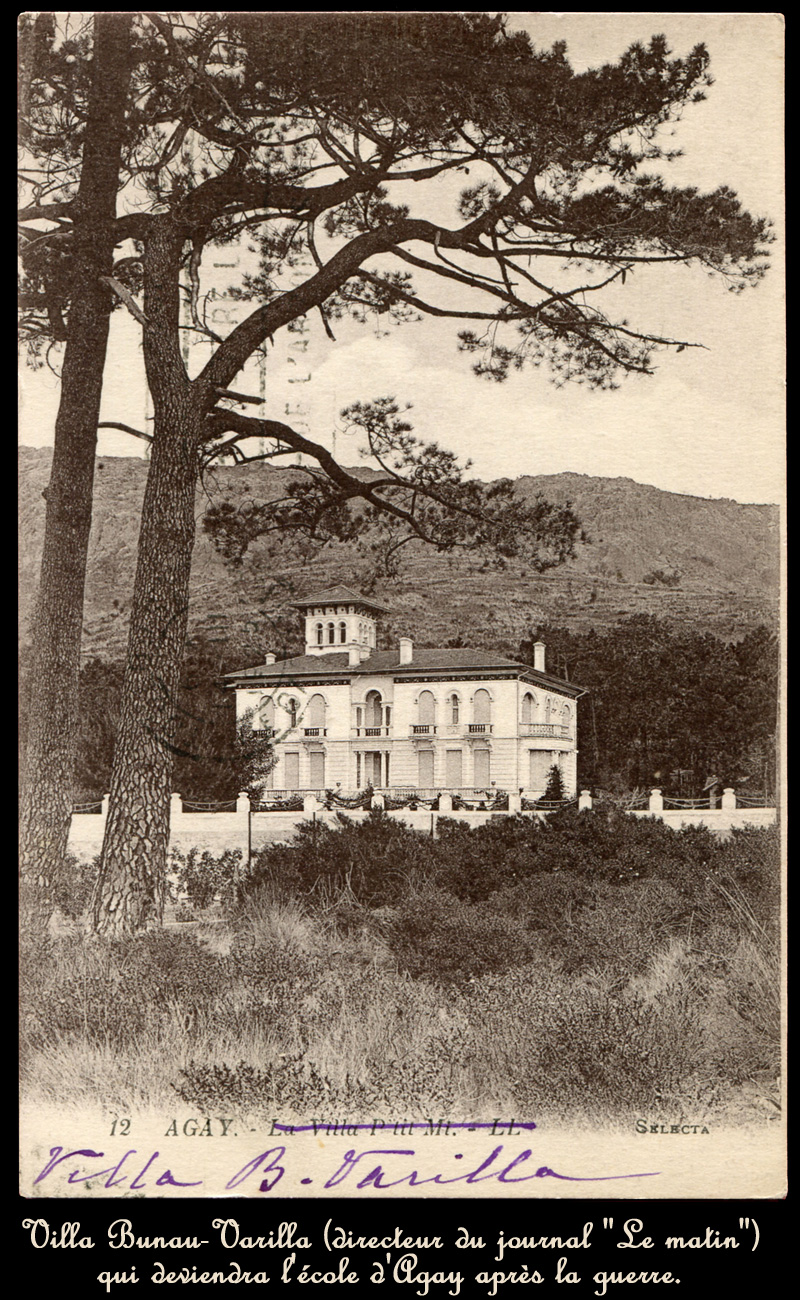
La villa Bunau-Varilla, élégante bâtisse de style colonial.

Lors d'une croisière de huit jours en avril 1888 à bord de son cotre Bel-Ami, l'écrivain Guy de Maupassant dans son récit Sur l'eau décrit l'éclat des lieux : 

« La rade d'Agay forme un joli bassin bien abrité, fermé, d'un côté, par les rochers rouges et droits, que domine le sémaphore, au sommet de la montagne, et que continue, vers la pleine mer, l'île d'Or, nommée ainsi à cause de sa couleur ;  de l'autre, par une ligne de roches basses, et une petite pointe à fleur d'eau portant un phare pour signaler l'entrée.
Dans le fond, une auberge qui reçoit les capitaines de navires réfugiés là par gros temps et les pêcheurs en été, une gare où ne s'arrêtent que deux trains par jour et où ne descend personne, et une jolie rivière s'enfonçant dans l'Esterel jusqu'au vallon nommé Malinfermet, et qui est plein de lauriers-roses comme un ravin d'Afrique.
Aucune route n'aboutit, de l'intérieur, à cette baie délicieuse. Seul un sentier conduit à Saint-Raphaël, en passant par les carrières de porphyre du Dramont ; mais aucune voiture ne le pourrait suivre. »

— Guy de Maupassant, Sur l'eau (1888).
C'est dans les années 1880 que Saint-Raphaël devient une destination prisée des touristes aristocratiques, grâce au train qui y parvient en 1863 et permet l'érection de la basilique et de nombreuses bâtisses de luxe, d'abord limitées au chef-lieu avant de s'étendre vers Boulouris (où la « Villa mauresque » naît en 1881). Dès 1896, le dramaturge et poète Maurice Donnay fait construire une maison à Agay, la villa « Lysis », et ce avant l'arrivée de la route, qui n'apparaîtra qu'au tout début du XXe siècle, et sera ensuite prolongée vers Cannes par le Touring Club, créant la célèbre « Corniche d'Or » (1904). Des hôtels et de fastueuses villas de style Belle Époque et Art nouveau voient alors le jour tant à Agay qu’à Anthéor, le Dramont et Boulouris, et dynamisent l'activité d'architectes tels que Pierre Aublé : bien avant la mode des bains de mer, Agay est déjà un lieu qui attire des touristes fortunés venus de toute la France admirer son cadre exceptionnel et son climat idéal. L'intensité des couleurs primaires qui dominent le paysage (rouge, vert, bleu) attire également les peintres au tournant des XIXe et XXe siècles, notamment les post-impressionnistes et surtout les fauvistes. En 1897 Armand Guillaumin fréquente le lieu et peint Vue des Rochers à Agay. Il écrit en 1911 « je me régale à faire des rochers rouges et des arbres tordus. J’ai déjà usé quatre à cinq tubes de vermillon et autres couleurs rouges… » Louis Valtat, admirateur de van Gogh et Gauguin s'installe en 1899, et est sans doute le premier à faire des paysages d'Agay un point névralgique de la naissance du fauvisme. Rapidement, plusieurs piliers du mouvement fauve lui emboîtent le pas comme Albert Marquet et Charles Camoin, qui viennent peindre les falaises encore sauvages de l'Estérel. Ils exposent ces toiles aux côtés de celles de Matisse (qui peint Collioure) dans la fameuse salle VII du Salon d'automne de 1905, acte de naissance du fauvisme,.

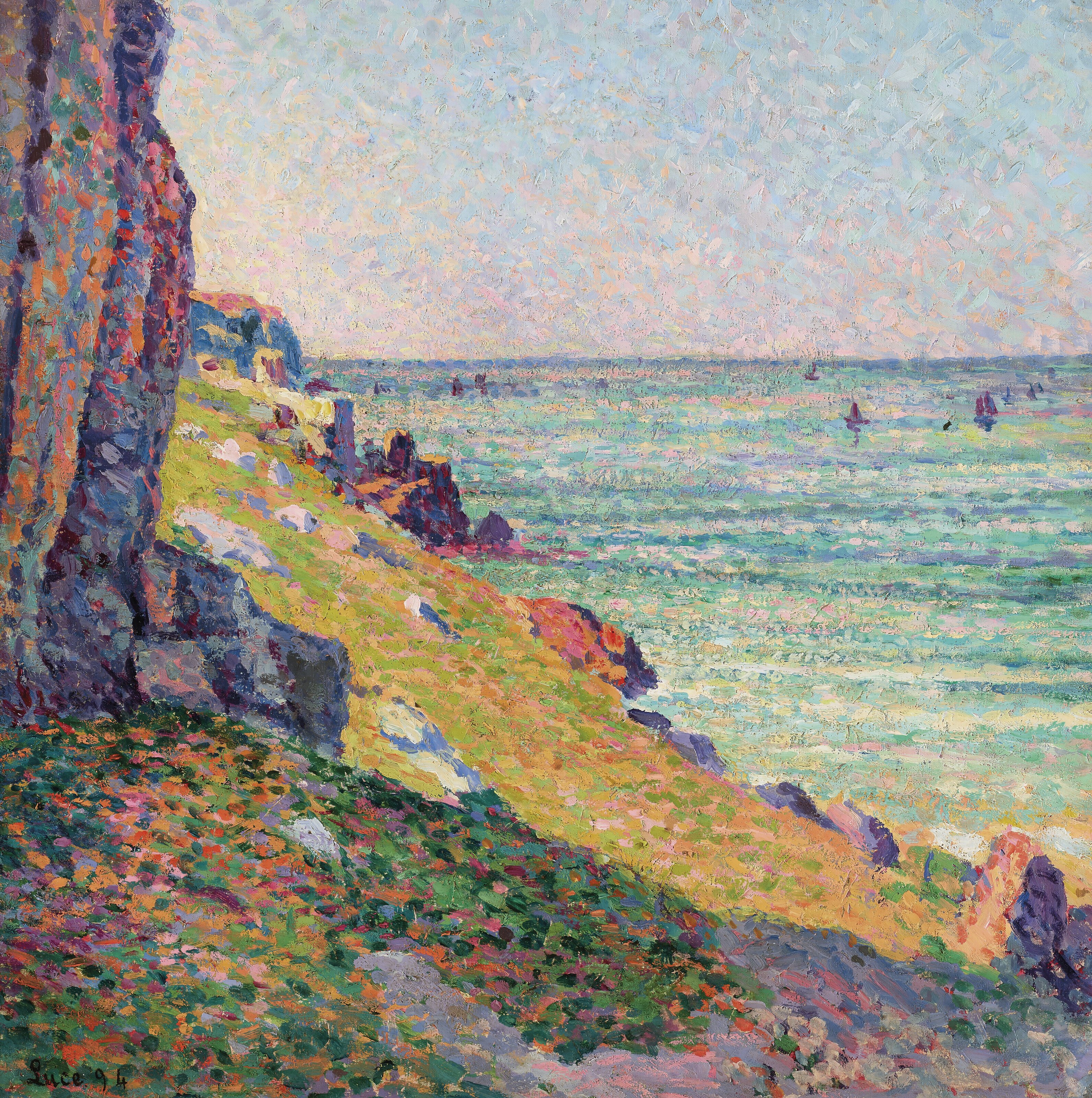
Les rochers à Agay par Maximilien Luce (1894).
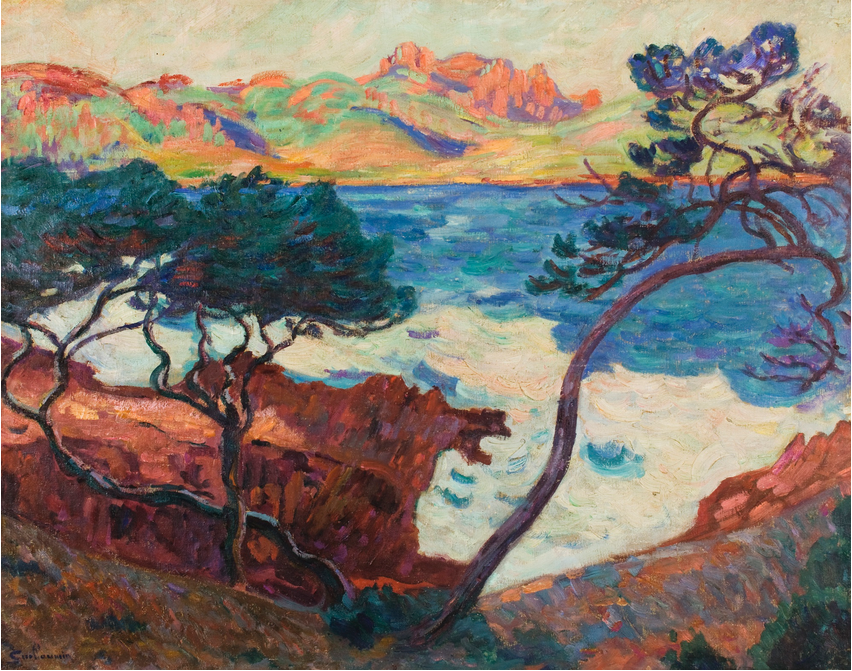
Agay, par Armand Guillaumin (1899).
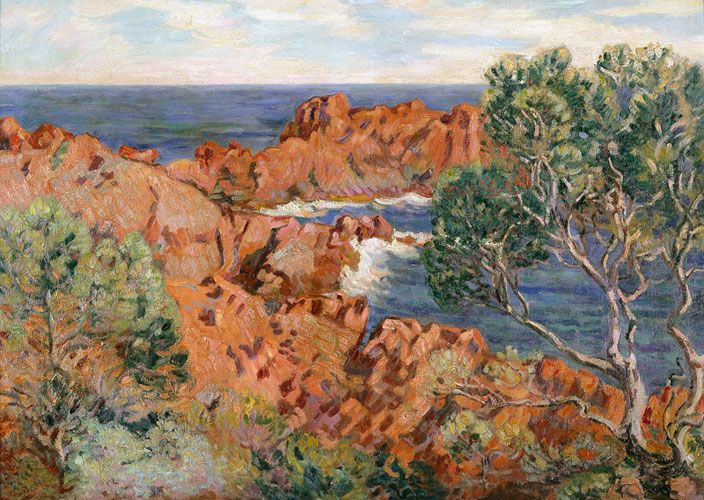
Agay Esterel, par Armand Guillaumin (1901).
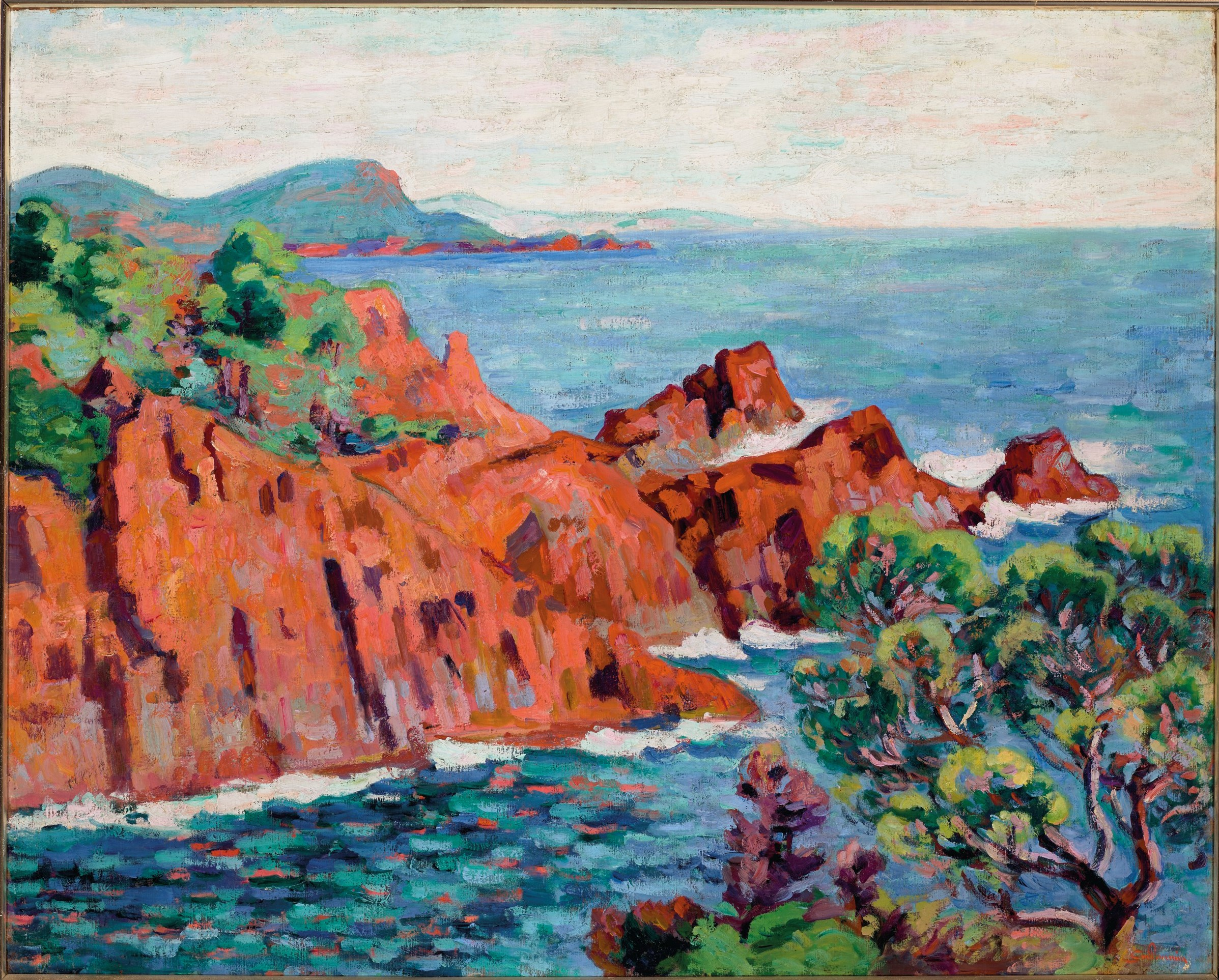
Les roches rouges à Agay, par Armand Guillaumin (1912).
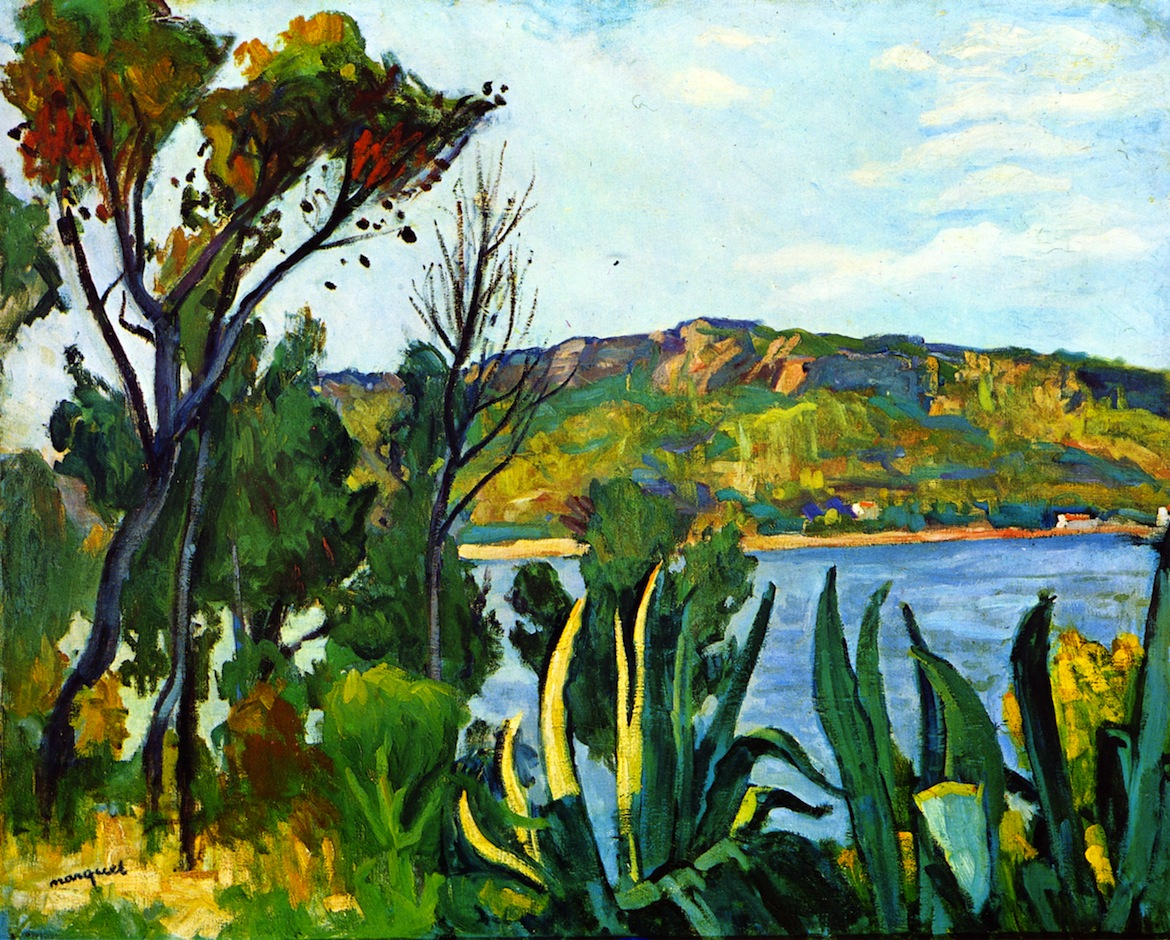
Paysage, baie méditerranéenne, vue d'Agay, par Marquet (ca 1905).
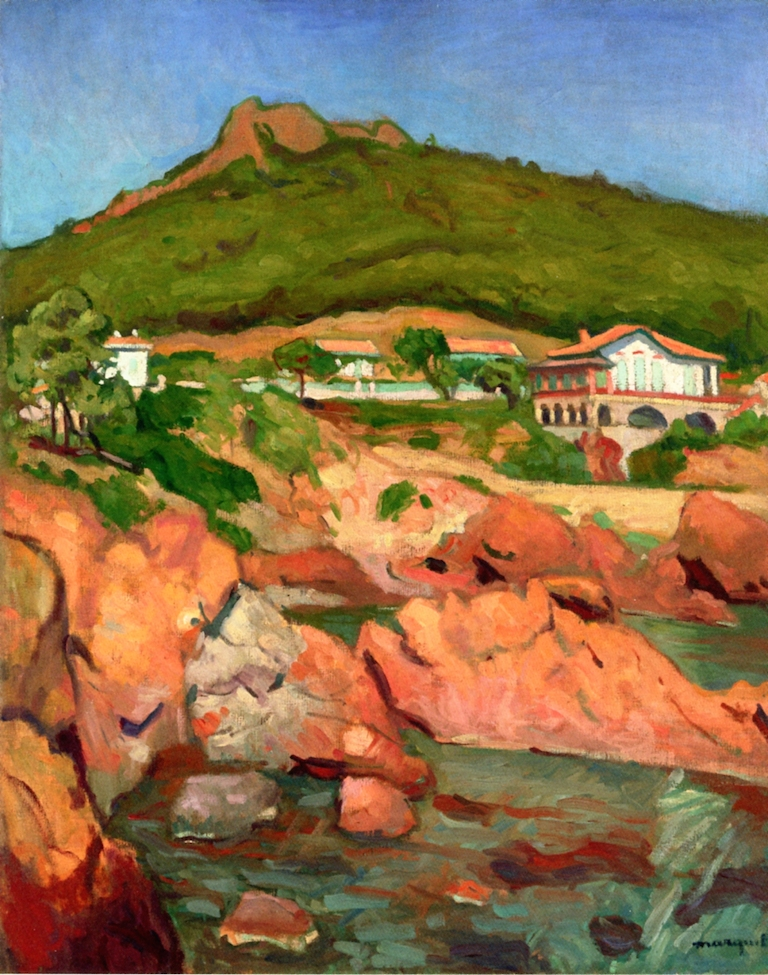
Vue d'Agay, les roches rouges, par Marquet (1905).
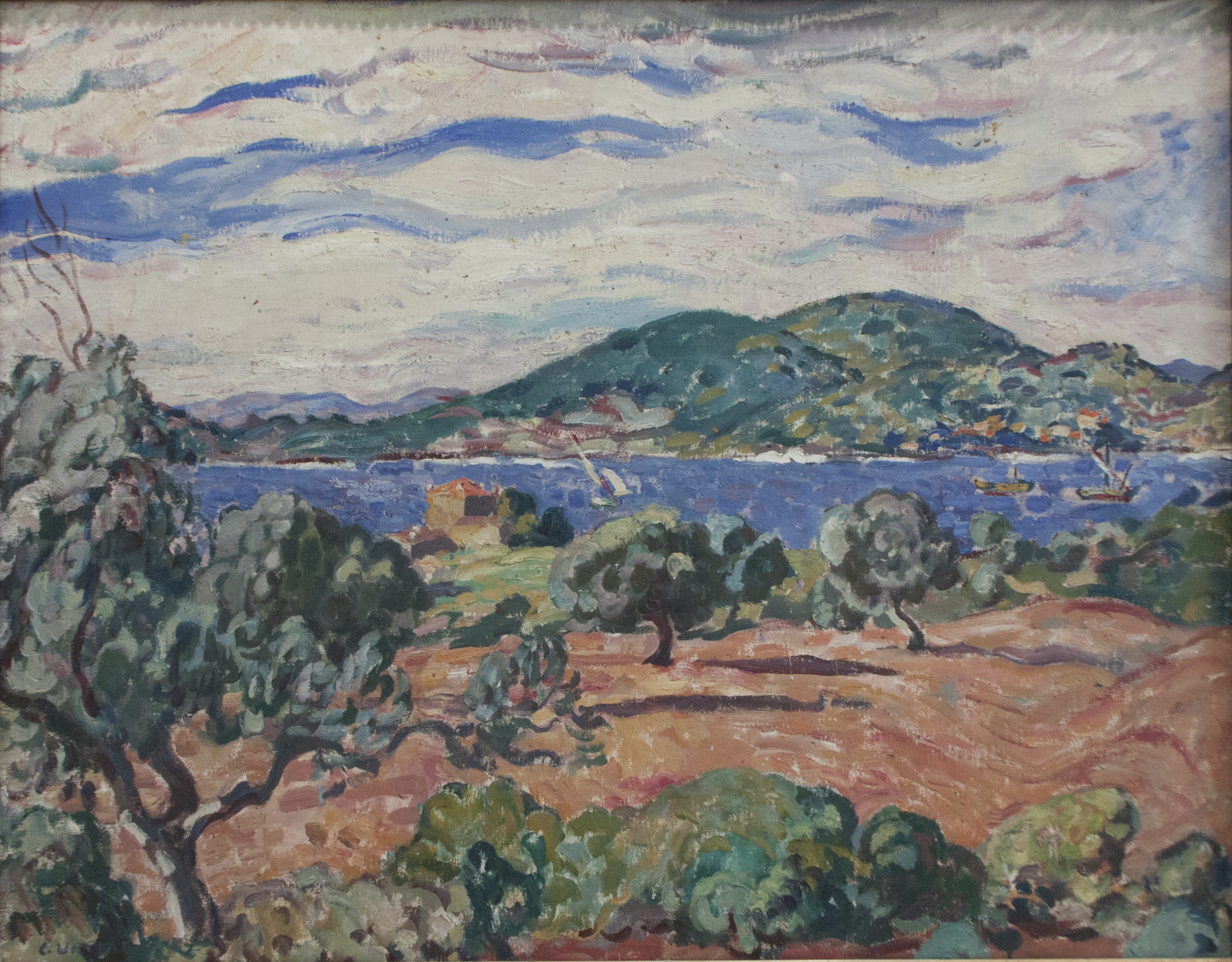
Baie d'Anthéor (en fait la baie d'Agay vue d'Anthéor), par Louis Valtat (vers 1907)

Au début du XXe siècle, le principal hôtel est le « Grand hôtel Drevet », surplombant le petit village historique sur le flanc ouest de la baie, à l'abri du mistral. Le ministère de la Guerre crée également en 1906 une grande maison de repos au pied du Rastel, l'hôtel des Roches Rouges, devenue depuis centre de vacances du ministère de la Défense ; la poste arrive en 1910, dans une belle maison d'époque encore visible. Le tourisme est à cette époque encore essentiellement hivernal : de riches aristocrates viennent profiter de la douceur méditerranéenne, mais évitent les canicules estivales — d'où la plantation massive de mimosas, fleurissant en février.

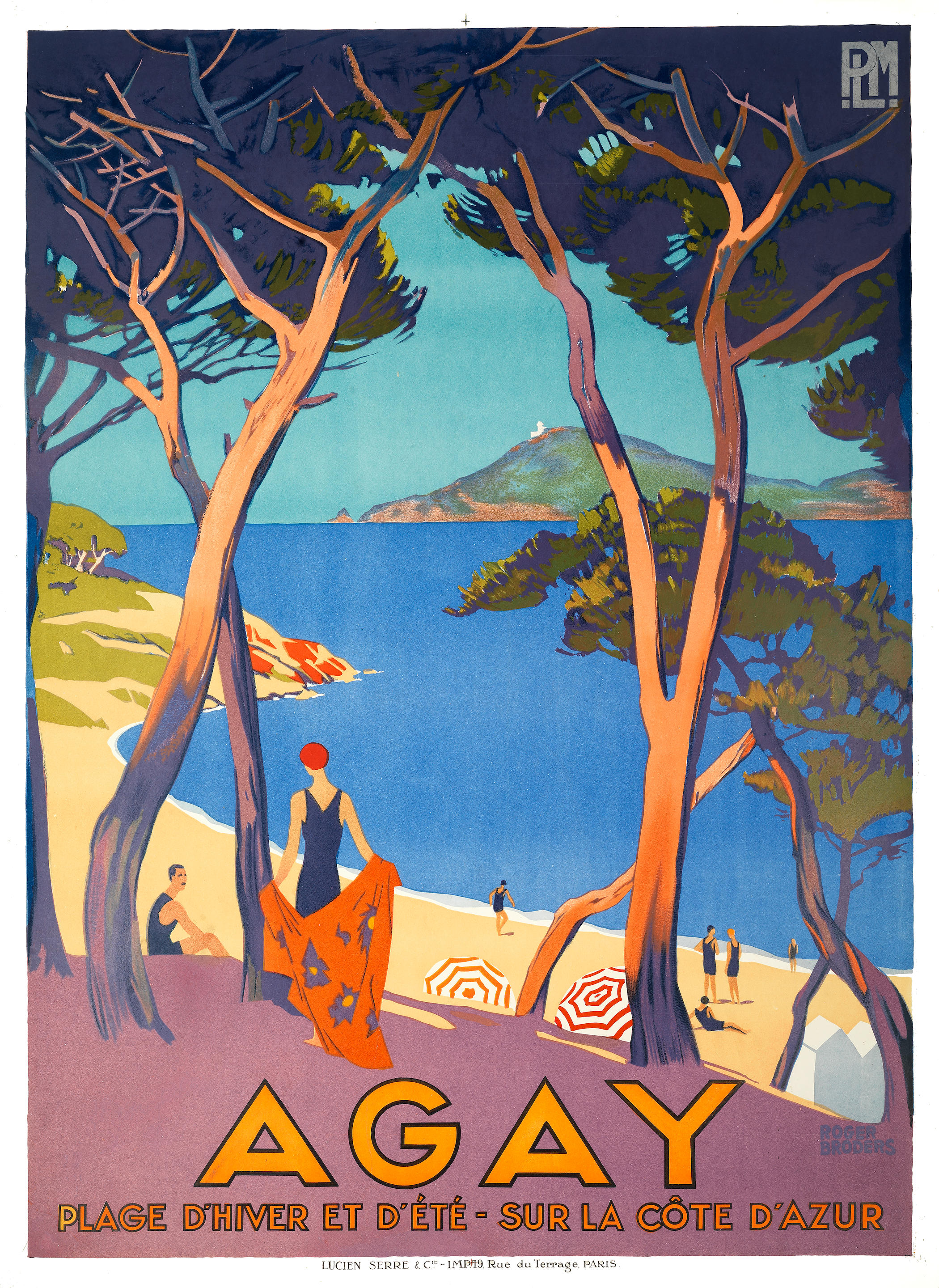
Affiche publicitaire de 1928.

D’illustres personnages séjournent à Agay comme Gaston Doumergue, Guy de Maupassant ou encore Antoine de Saint-Exupéry qui se marie au château d'Agay en 1932 avec Consuelo Suncin de Sandoval, chez son ami et beau-frère Pierre d'Agay. Conquis par le lieu, où il revient souvent, il en dit « Agay est un paradis où même la poussière est parfumée ». Les frères Lumière y séjournèrent également, comme en témoigne la grande toile peinte par leur père exposée dans le hall de leur villa à Lyon, et représentant le rocher Saint-Barthélémy. Le romancier Albert Cohen situe également à Agay une bonne partie de l'intrigue de son célèbre roman Belle du Seigneur. En 2014, le cinéaste Woody Allen tourne à Agay les scènes d'extérieur de son film Magic in the Moonlight, qui se déroule dans un milieu de riches aristocrates de l'entre-deux-guerres fréquentant la Côte d'Azur.

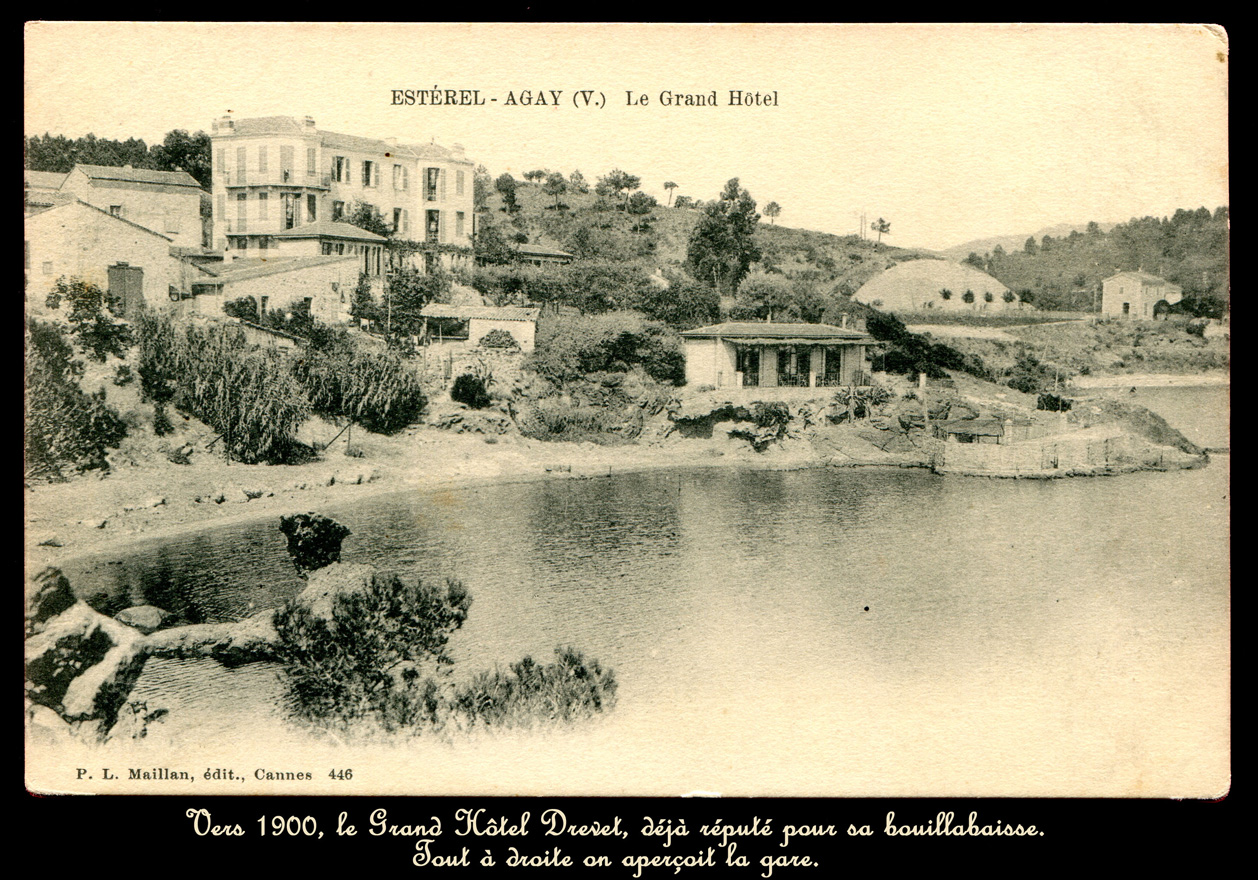
Le « Grand hôtel Drevet ».
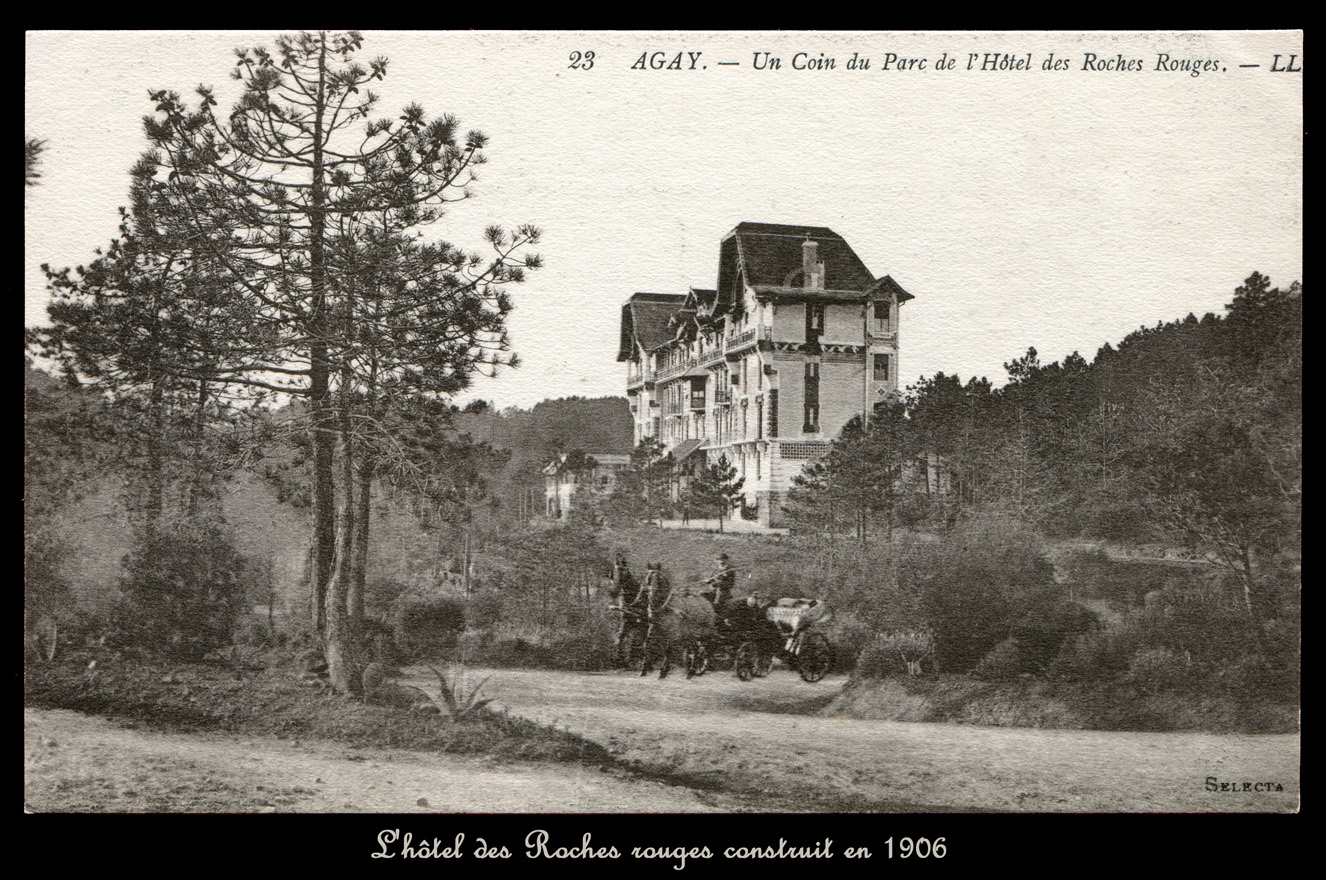
L'hôtel des Roches Rouges, construit en 1906.
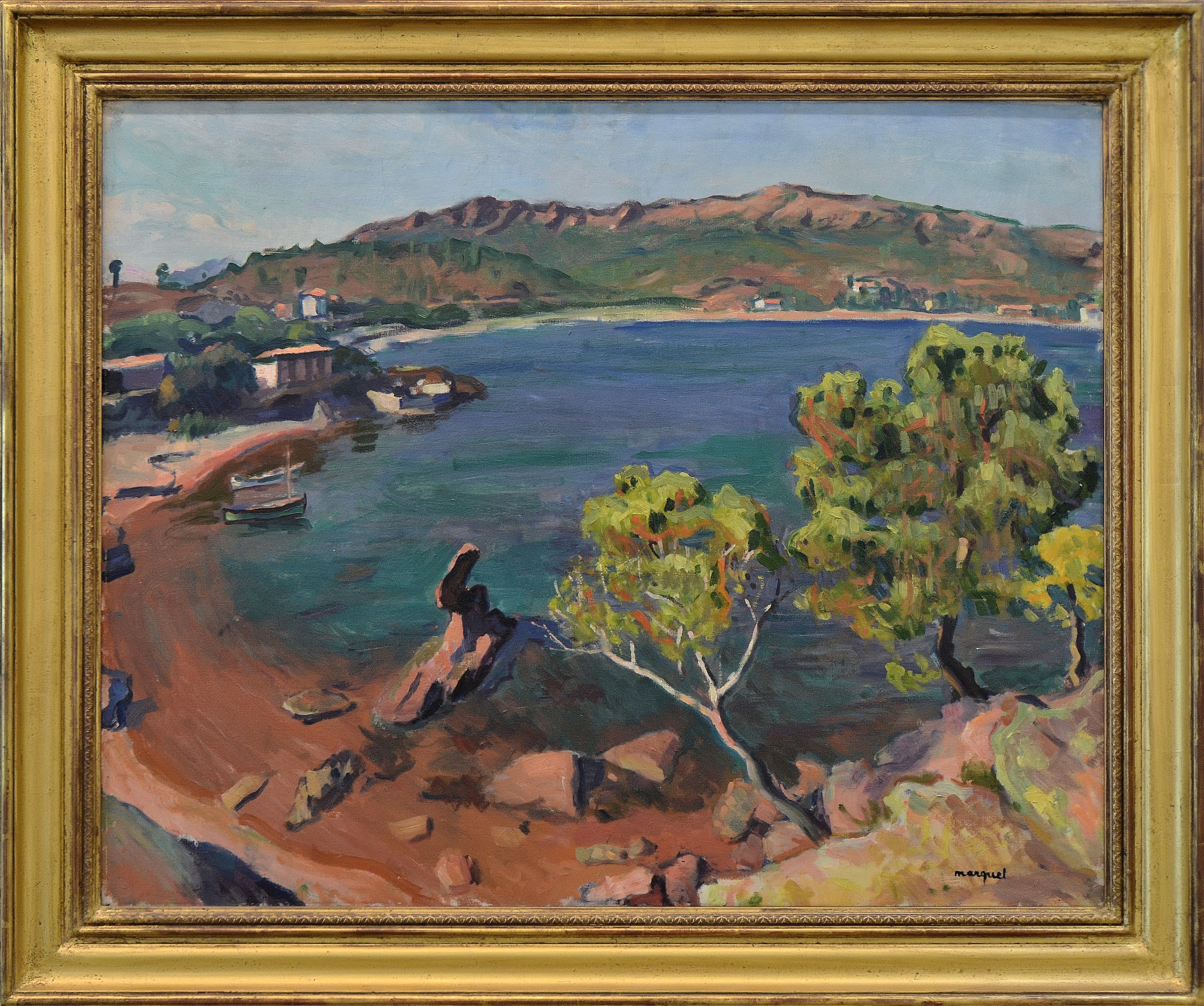
Agay en 1936 par Albert Marquet.
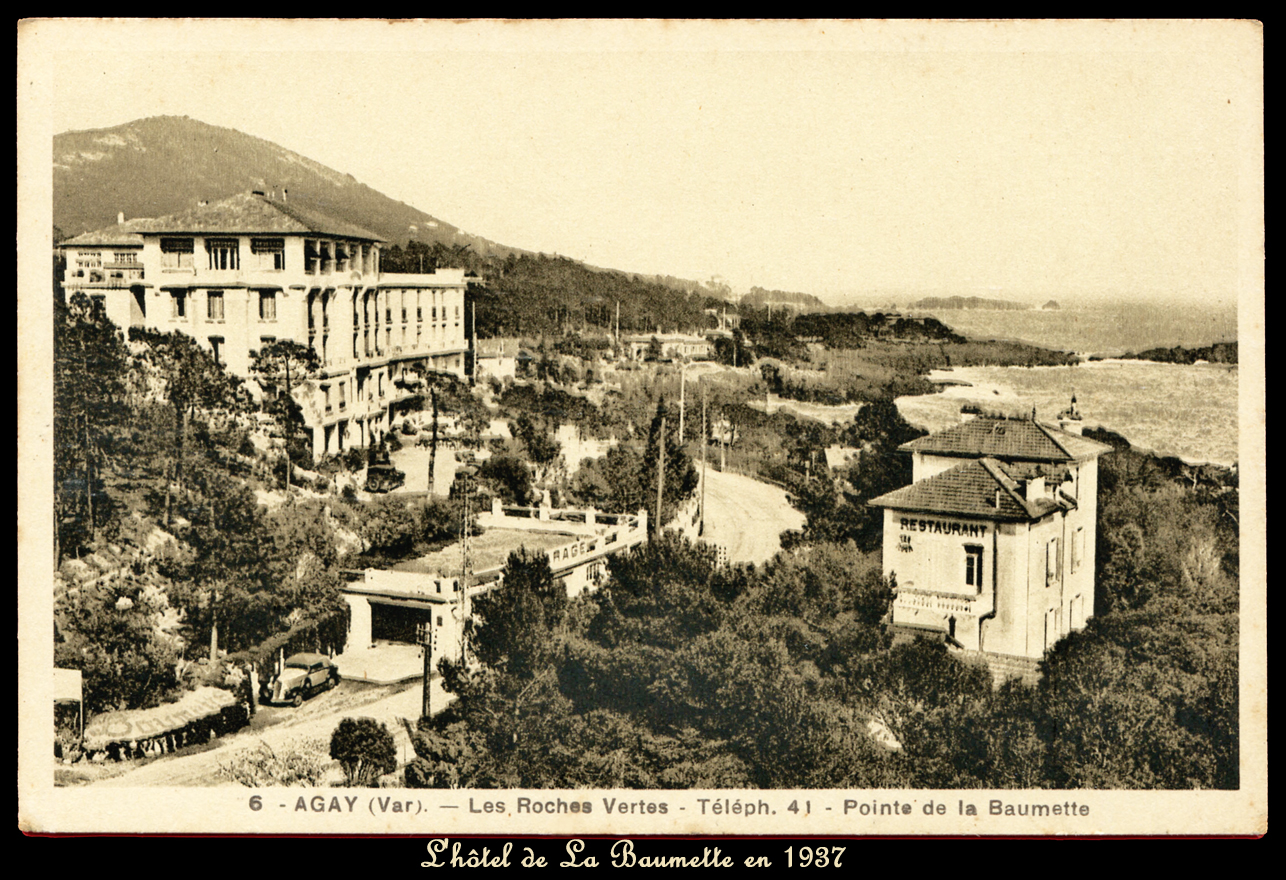
L'hôtel de la Baumette en 1937.

Le tourisme estival fait ses débuts dans l'entre-deux-guerres avec l'ouverture de l'hôtel de la Baumette, luxueuse bâtisse de style Art nouveau dominant la pointe Est, et rapidement prisé des artistes, intellectuels, aristocrates et autres vedettes.

#### Seconde Guerre mondiale: un site stratégique du débarquement en Provence

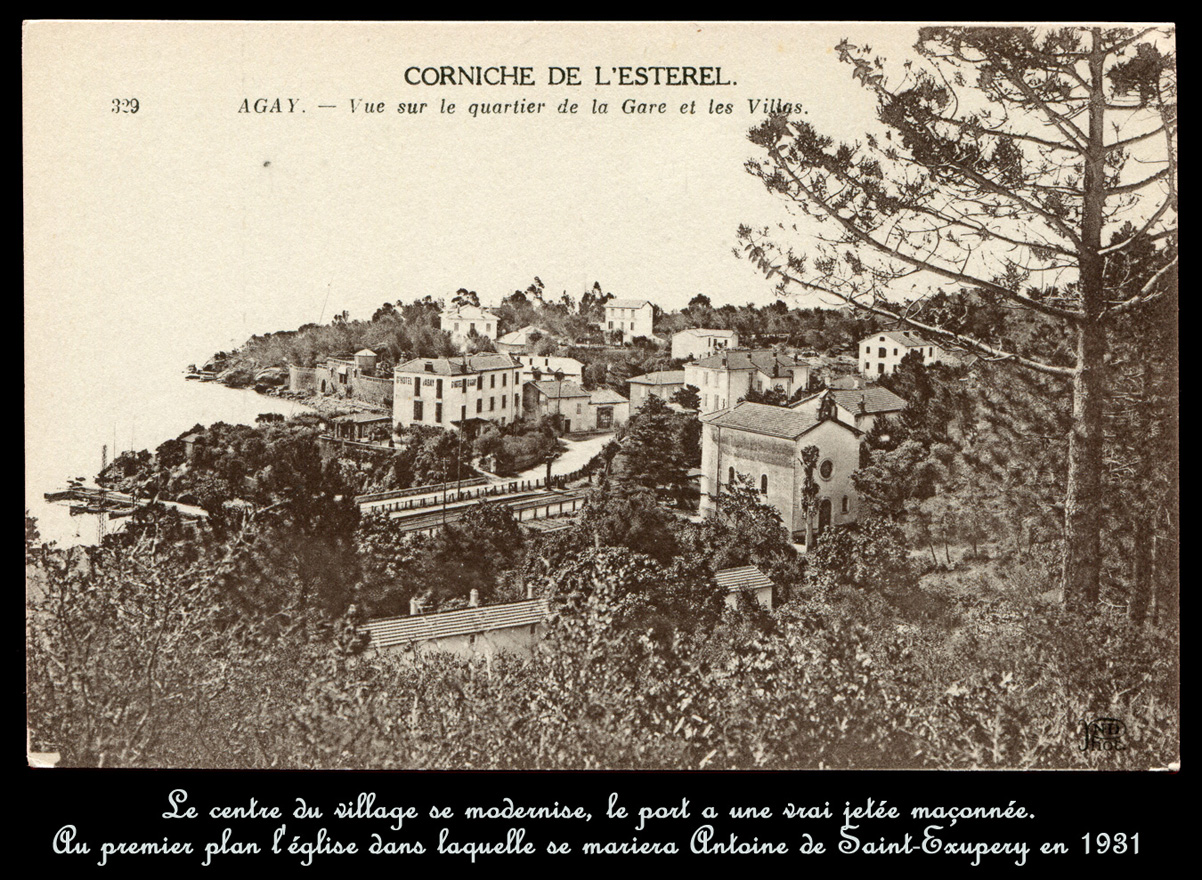
Le village d'Agay vers 1930.

La Seconde Guerre mondiale marque un tournant défigurant pour Agay. Les Allemands détruisent le château et de nombreux autres bâtiments, incendient entièrement l’Estérel pour y débusquer les maquis, et constellent le bord de mer de bunkers. Puis, avant le débarquement de Provence, les bombardements visant le viaduc d’Anthéor détruisent la majorité des maisons ainsi que la chapelle. Des commandos ont, durant la nuit précédant le débarquement, tenté de couper la route côtière à Miramar (quartier de Théoule-sur-Mer). Les troupes débarquent sur une plage minée, cela sera un échec sanglant. Le débarquement en lui-même se déroule au matin sur les plages du Dramont et d'Anthéor. Agay sert ensuite de port pour le déchargement des renforts ; quelques traces de balles sont encore visibles dans les plus vieux arbres de la ville.

Photographie colorisée de 1937.
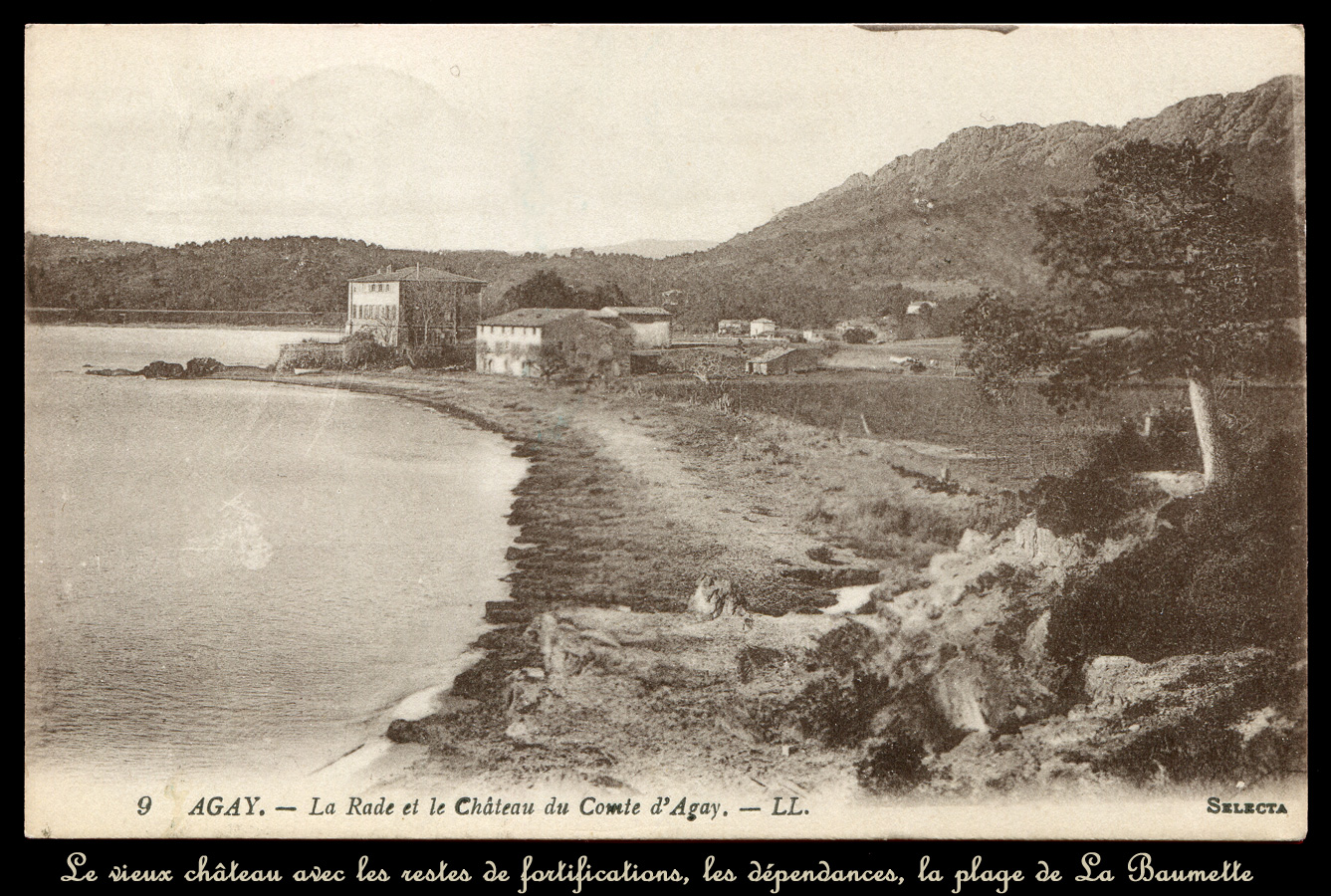
Le château d'Agay, avant sa destruction par les bombardements de la guerre.
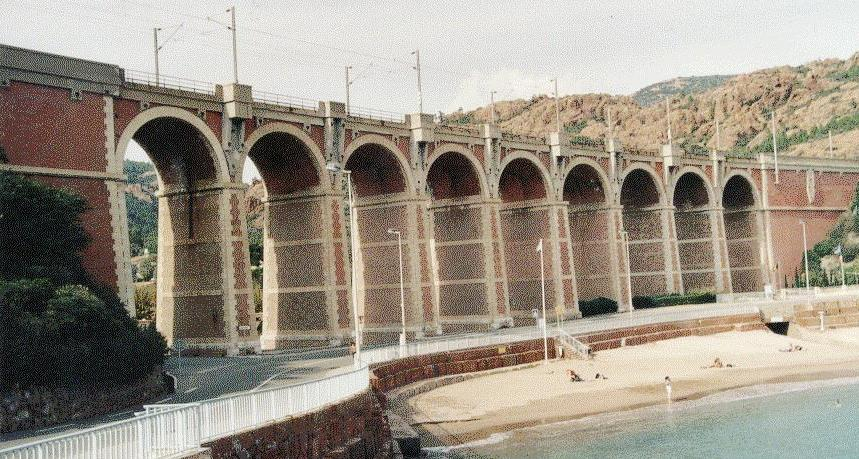
Le viaduc d'Anthéor, détruit par les Allemands et reconstruit à l'identique.

#### XXesiècle: une station balnéaire estivale

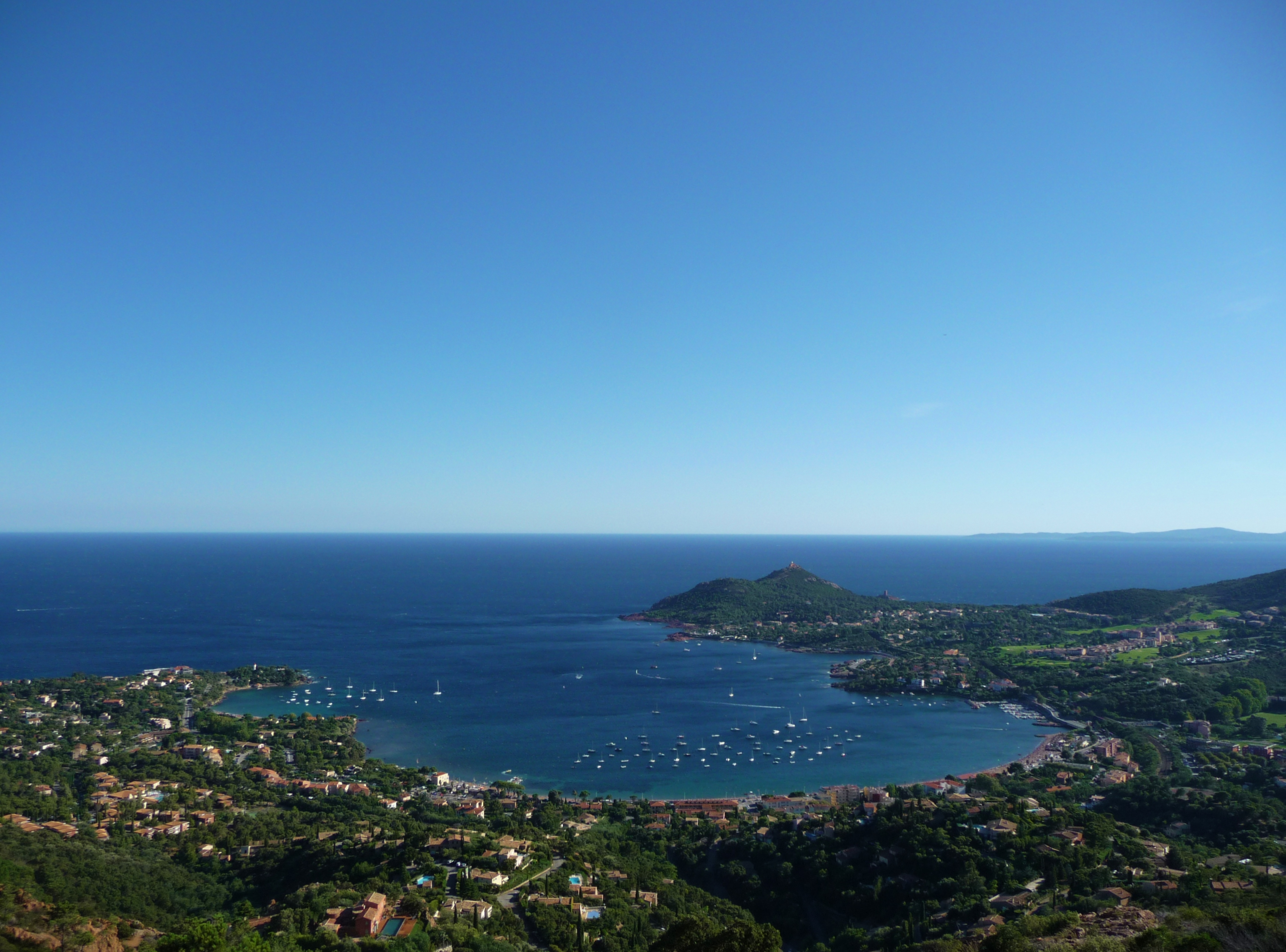
Agay vu du sommet du Rastel.

Agay sort du second conflit mondial en grande partie détruite (notamment le château tant par les Allemands que par les bombardements de fin 1943 préparatifs au débarquement en Provence) et largement défigurée par de nombreux bunkers (dont certains sont encore visibles). La reconstruction sera cependant rapide, bénéficiant de l'essor de toute la région.
À partir des années 1960, Agay suit en effet le mouvement général de la Côte d'Azur et passe de villégiature aristocratique hivernale à station balnéaire estivale pour les classes moyennes. Une grande quantité de maisons de vacances s'y construisent, même si Agay, site classé où la construction est strictement régulée, est épargnée par les grands ensembles de béton qui ont défiguré une grande partie de la côte. Cela permet également à la baie de conserver une certaine maîtrise de sa population estivale, et donc de sa qualité de vie.
En 1990, à la suite d'un incendie opportun, le groupe Pierre & Vacances achète un terrain de 210 hectares précédemment inconstructible sur la partie ouest de la baie pour y bâtir son plus grand village de vacances, baptisé « Cap Esterel », avec 1 694 logements et une capacité d'accueil de 8 000 vacanciers.
À la même période, de nombreuses villas de standing conquièrent progressivement les collines basses de la baie, certaines en lotissements à accès privatif, notamment le vaste « Domaine du Rastel d'Agay » qui s'organise en société civile immobilière (SCI) en 1999.

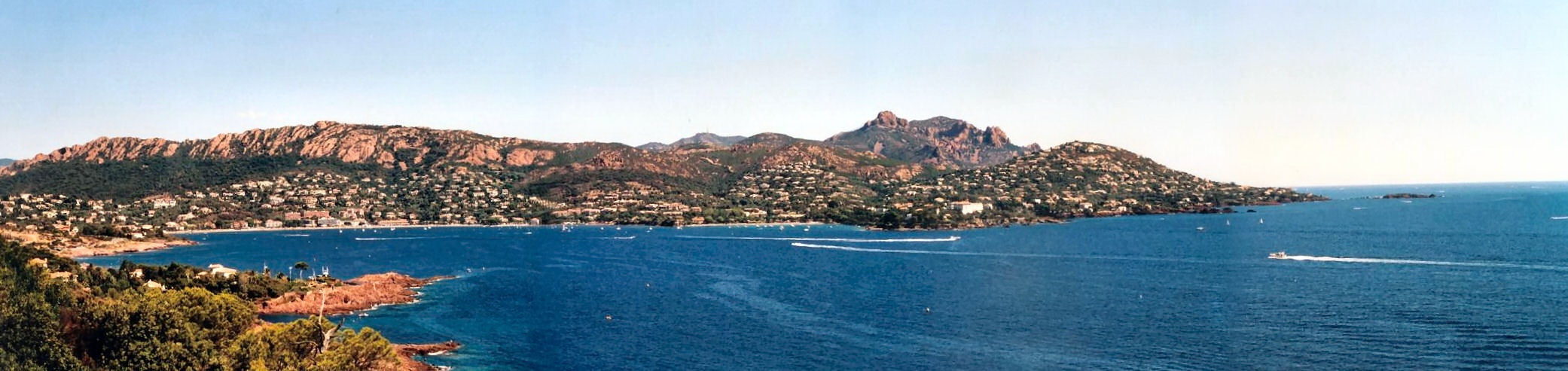
Vue panoramique actuelle.

## Politique et administration

### Liste des adjoints affectés à la mairie annexe
Yvonne Zucco, 13e adjointe au maire de Saint-Raphaël, est « adjointe déléguée aux quartiers d'Agay, Le Dramont, et à l'identité locale ».

## Équipements et services publics
Une grande partie des équipements publics d'Agay sont propres, mais certains sont mutualisés avec les autres quartiers de Saint-Raphaël.

### Espaces publics
- Une salle communale polyvalente (la salle du Togo)
- Une base nautique municipale
- La capitainerie du port
- Un office du tourisme

### Enseignement
- Une école maternelle et primaire

### Postes et télécommunications
- Un bureau de poste

### Justice, sécurité, secours et défense
- Un bureau municipal
- Un office notarial

## Population et société

### Démographie
Si Agay ne compte aujourd'hui que 1 420 habitants à l'année (répartis en seulement 500 familles), plus de 15 000 touristes s'y pressent chaque été.

### Sports et loisirs
- L'île des Vieilles, petit îlot au large du cap Roux, accessible en bateau ou à la nage.
- Le sentier littoral et le sentier de grande randonnée GR 49 passent sur le territoire de la commune, s’ajoutent de nombreuses pistes balisées à travers le massif.
- Grâce à ses eaux claires et rapidement profondes, Agay est un haut lieu de la plongée sous-marine[42], riche notamment de nombreuses épaves.

### Cultes
La paroisse Notre-Dame du Sacré-Cœur appartient à l'église catholique romaine.

## Économie

### Entreprises et commerces
Naguère, Agay vivait de l'exploitation forestière gérée maintenant par l'Office national des forêts, des carrières et de ses exploitations agricoles dont certaines sont encore en activité (vignes, fruits et légumes).
Dorénavant, Agay est essentiellement tourné vers le tourisme estival surtout depuis la construction d'un complexe touristique, Cap Esterel, sur les hauteurs des carrières du Dramont.

## Culture locale et patrimoine

### Lieux, monuments et patrimoine culturel
- La fontaine du Petit Prince sur le parking du centre commercial de la bastide d'Agay[25].
- Le phare de la Baumette avec sa stèle.
- La corniche d'Or et ses nombreuses calanques.
- L'ancienne poste de style Art nouveau, rénovée et accueillant aujourd'hui un office notarial.
- La place du Togo, lieu de rendez-vous des boulistes et autres événements annuels.

### Personnalités liées au lieu-dit
- Guy de Maupassant (vacancier de passage, qui cita Agay notamment dans Sur l'Eau, 1888)
- Plusieurs peintres fauvistes du début du XXe siècle, notamment Louis Valtat, Armand Guillaumin, Albert Marquet et Charles Camoin
- Après la Première Guerre mondiale, le compositeur Vincent d'Indy s'installe à Agay, dans une villa (L'Étrave) où il écrit ses dernières grandes partitions, « où transparaît la sérénité d'un bonheur retrouvé » : ce sont les œuvres de la « période d'Agay »[44].
- Antoine de Saint-Exupéry (résidant régulier)
- Albert Cohen (y situa l'intrigue de son roman Belle du Seigneur, 1968)
- Frédéric d'Agay (historien régionaliste)
- l'amiral Philippe de Gaulle (1921-2024) possédait une villa à Agay[45].